# 降着装置

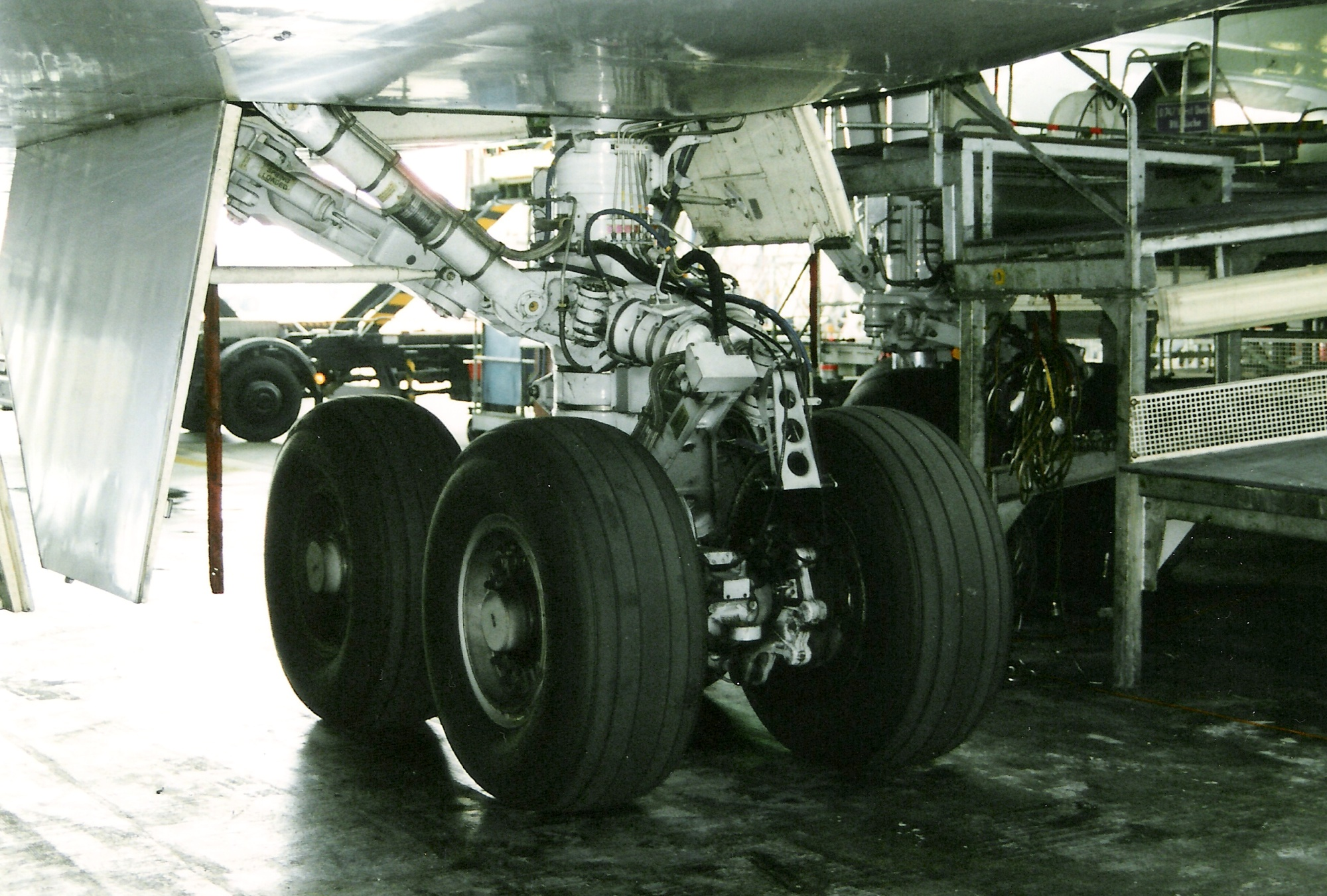
ボーイング747の右胴体主脚

降着装置（こうちゃくそうち）とは、航空機の機体を地上で支持する機構で、そのうち特に着陸の際の衝撃などを受けられるものを指す。着陸装置、ランディングギア (Landing gear)、アンダーキャリッジ (undercarriage)、着陸脚ともいう。
通常は車輪と緩衝装置から構成されるが、水上用にフロート、雪上用のスキー、艦載機ではアレスティング・フック、ヘリコプターではスキッド（後述）を備えることもある。
口語や俗称として単に「タイヤ」や「ギア」、「車輪」とも言われる。降着装置や着陸装置と言われるが離陸やタキシングなどでも通常運用として用いられている。

## 固定式と引き込み式
最初期航空機たる気球や飛行船では特に可動機構は無いゴンドラ下面が着陸時に接地しており、続くオットー・リリエンタールによるハンググライダーは後代のハンググライダーと同じく操縦士自身で離着陸を行っていた。更に後の登場初期の飛行機は、機体に固定された着陸装置が用いられていたが、飛行機の高速化、高性能化が進むにつれ、空気抵抗や機動性、空力特性を考慮し引き込み式（格納式）が増えてくるようになる。そのため、固定式は荒れ地での離着陸を考慮し低速で飛行する機体に限定された。
現在では大多数の飛行機が引き込み式（格納式）となっているが、格納するための機構は飛行中はデッドウェイトとなり、またメンテナンス作業も増える。さらに故障や出し忘れなどの操作ミスにより着陸装置が伸展できず不時着や胴体着陸となる航空事故がしばしば発生している。長距離を飛行する機種では空気抵抗を減少させるため格納時にはカバーで覆う設計が主流だが、ボーイング737のような短距離を想定した旅客機ではカバー削減による軽量化やタイヤの冷却を考慮し主脚を機体の「くぼみ」にはめ込みタイヤの側面は露出させるタイプも存在する。また、新明和工業が製造する飛行艇US-1やUS-2では、艇体の水密信頼性を上げるため主脚では水密部位を脚の回転基部に限っており、格納部全体を覆うカバー（および付帯する開閉機構の水密部位）は省かれた。そのため主脚のタイヤは格納後も機外に露出している。A-10 (航空機)では胴体着陸に備えて主脚引き込み時も、収容部から接地面＝タイヤ外周が一部露出している。高高度を長時間飛行する国際線の旅客機では、航空機に付着した氷塊が降着装置の展開（ギアダウン）により空港付近に落下する事例があり、成田空港では落下物発生防止を目的として、到着機にギアダウンを太平洋上で行わせる措置（洋上脚下げ）を義務化しているが、年間約3件（凡そ10万便につき1回の割合）程度発生している。
固定式は格納式に比べ空気抵抗が増えるものの、複雑な機構を必要とせず軽量で頑丈であるため、機構の重量が機体の離陸重量に比して無視できない小型機では固定式が主流である。特に高速・長距離飛行を行わず操縦に不慣れな訓練生の荒い着陸が多い初等練習機や、重量にシビアで危険な飛行を行う曲技飛行機では固定式の利点が多い。固定式では空気抵抗を軽減するため、降着脚を空気抵抗が少なくなる形状としたり、タイヤをホイールカバー（スパッツ）で覆うなどの工夫が施される。特にエアレース用の機体はホイールカバーや降着脚の形状がタイムに影響するため特注品に交換されることもある。
水上機用のフロートは速度性能よりも降着時の大きな衝撃に耐える信頼性が優先され、機体に収納することも困難なため基本的に固定式である。補助フロートを主翼に密着させる形式はPBY カタリナが実用化されているほかは紫雲など試作止まりとなっており、主フロートを胴体下部に密着させる形式はブラックバーン B-20、ブラックバーン B.44といった試作機がある程度である。水陸両用飛行艇の降着装置は着水時に抵抗になるため格納式が多いが、リパブリック RC-3 シービーのように主脚を跳ね上げる形式もある。
グライダーでは空気抵抗を最小限にするため降着装置を搭載せず、胴体下部を擦って離着陸する設計が多いが、取り回しを優先し接地する部分だけを露出させた車輪を持つ機体や、引き込み式も登場している。基本的に草地で運用され低速なことから緩衝装置などは搭載せず、胴体の前後に1輪ずつのタンデム式である。モーターグライダーではプロペラが地面と接触しないように固定式の降着装置を有する機体もある。

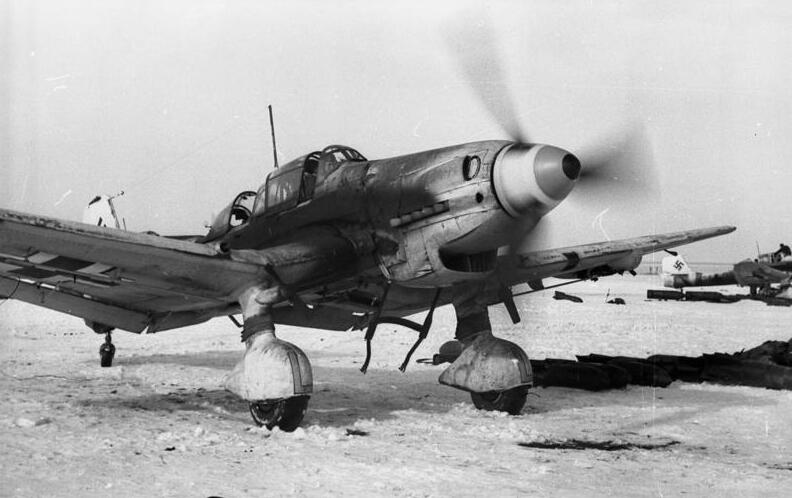
雪面に着陸した急降下爆撃機（Ju 87）
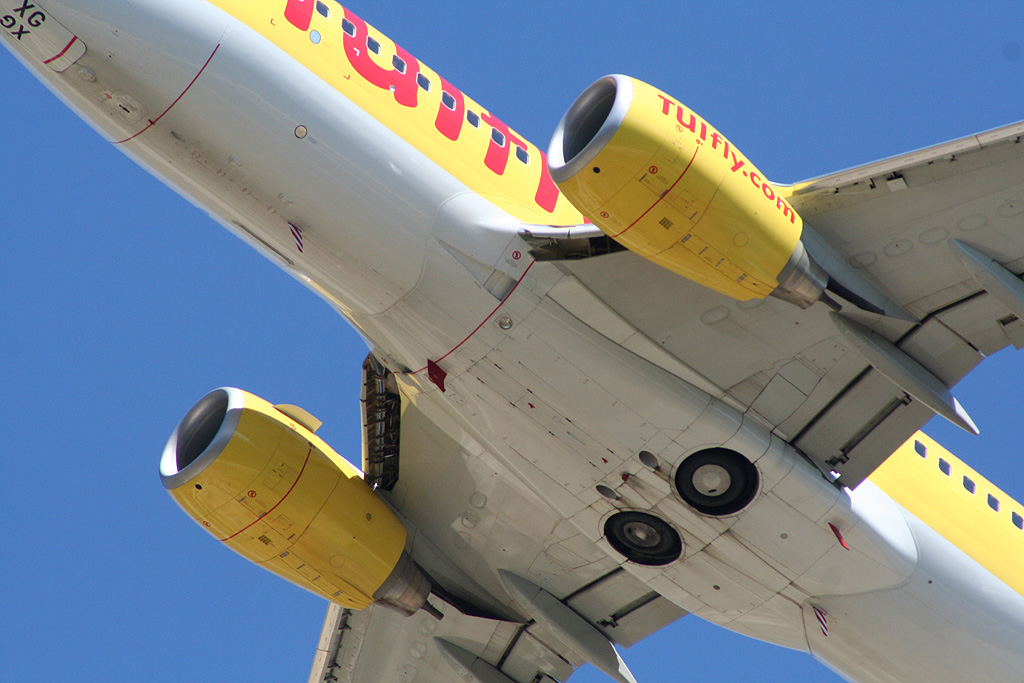
ボーイング737-700型機の主脚（格納状態）
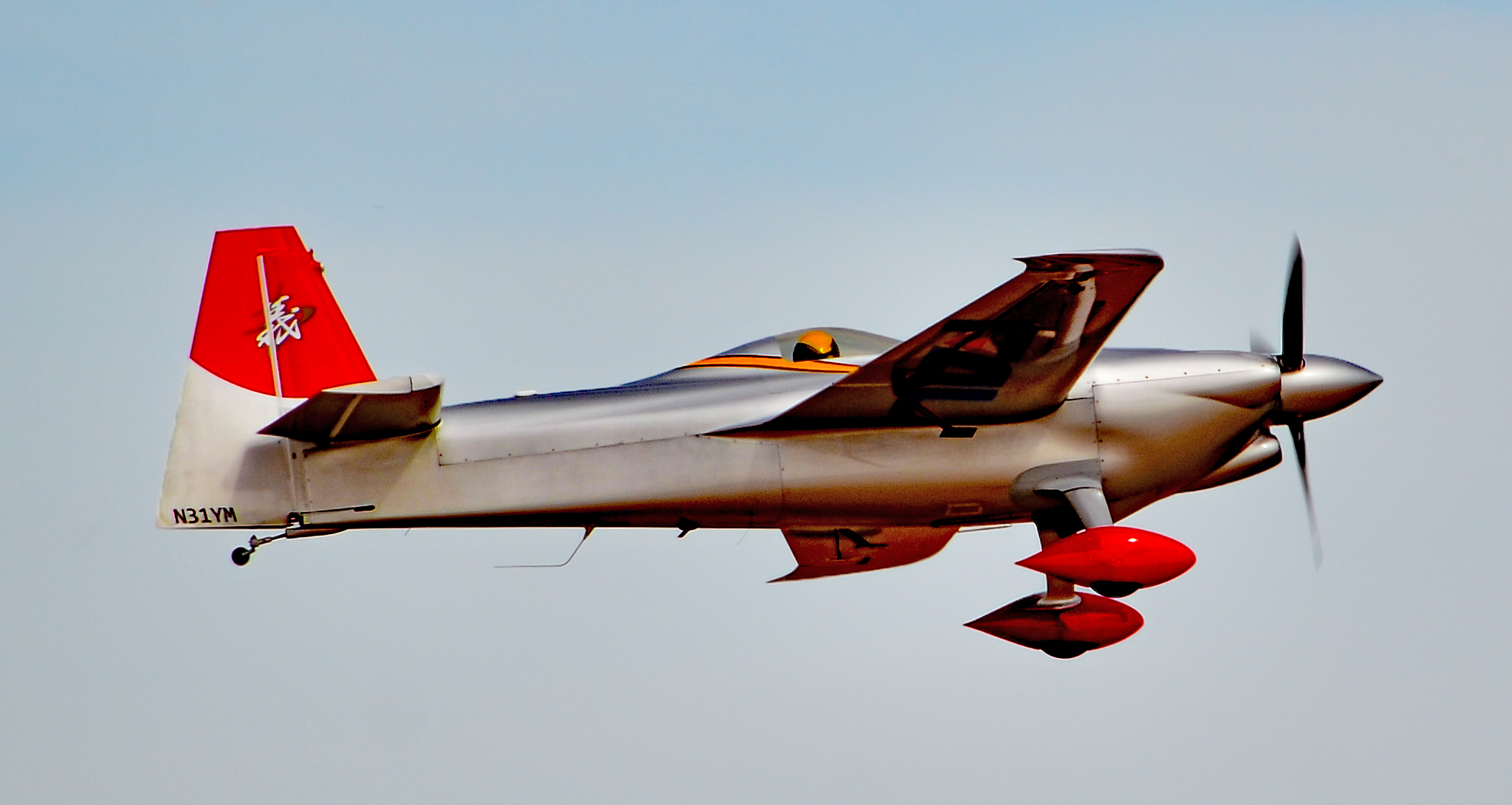
車輪のスパッツを交換したエアレース機（ジブコ エッジ540 V3.5）
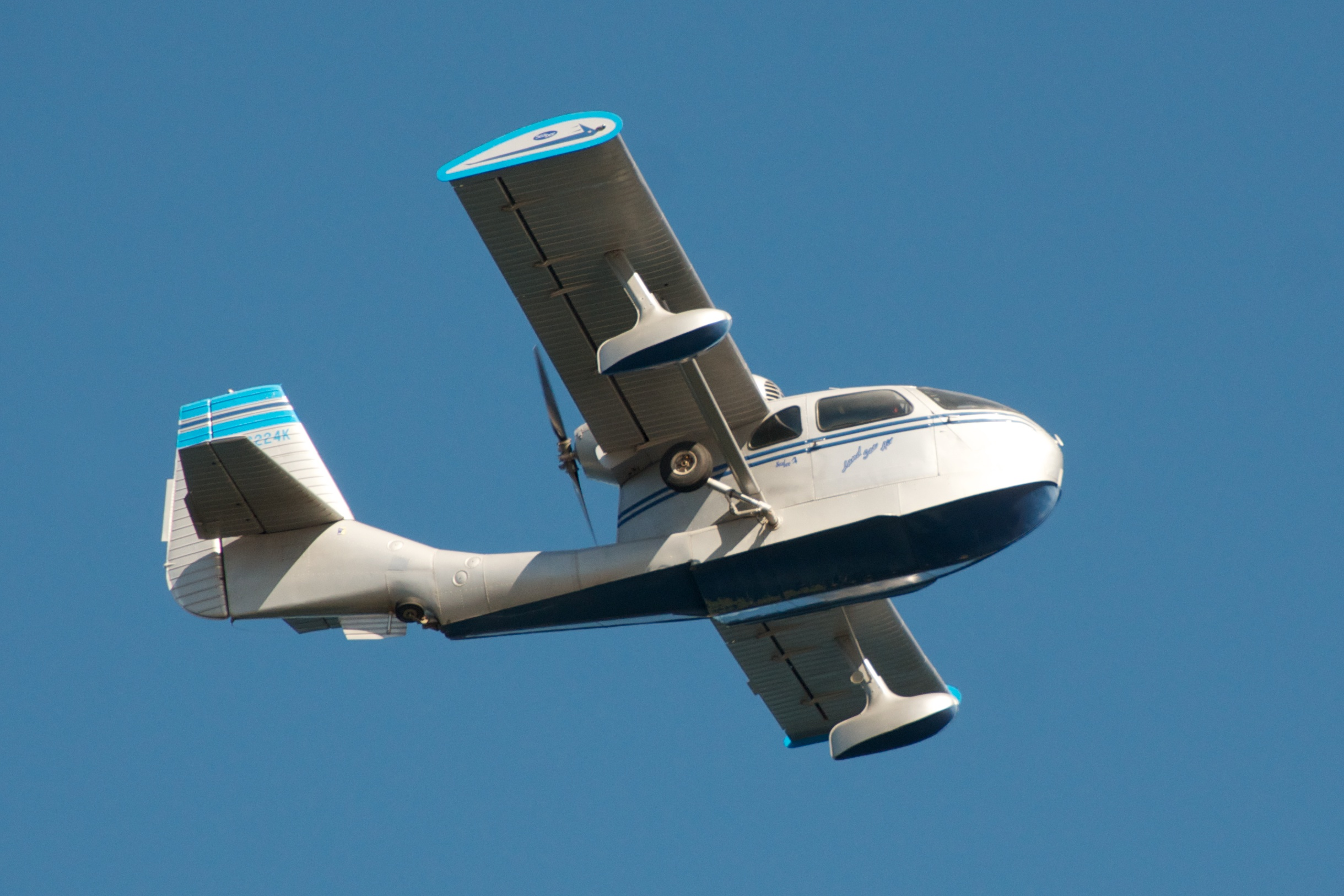
主脚を跳ね上げた飛行艇（リパブリック RC-3 シービー）
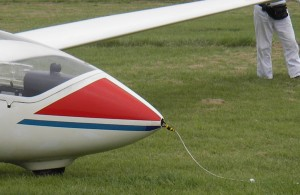
前輪が固定式のグライダー
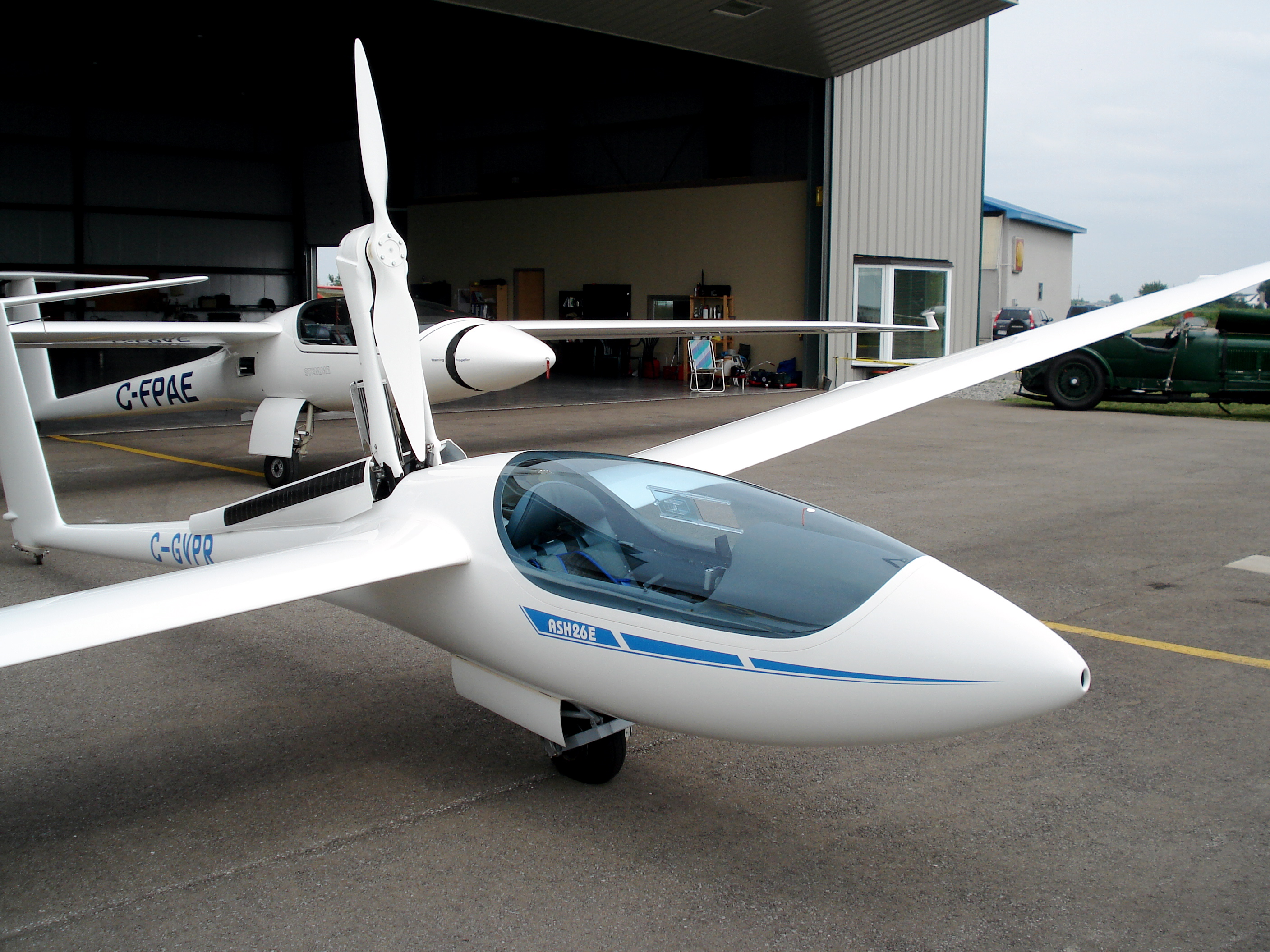
主輪が引き込み式のモーターグライダー

### スキッド
基本的に離着陸滑走が不要で、また速度や航続距離も小さく空気抵抗が大きな問題にならないヘリコプターでは、金属の棒やパイプで構成される簡素な脚「スキッド」（Skid:橇）が利用されてきた。乗り降りの際に足をかけやすくするため上面に滑り止め加工を施したり、上下2本設置するヘリコプターもある。また空気抵抗を軽減するためスキッドの形状を工夫した機体もある。
スキッド式では牽引する際に車輪の付いた台が別途必要となり、自力で移動する場合は、一度離陸して低空飛行で移動する「ホーバータキシング（エアタキシングとも）」が必要となるが、どちらも衝突防止のため安全距離を確保など制約が多い。また機体の大型化や高速化、空港での運用効率化の観点から車輪を備えた固定脚が登場し、近年では空気抵抗を軽減するため引き込み式の車輪を採用したモデルも存在する。引き込み式でもアグスタ A109のように一部を露出させ不時着時のクッションとする設計もある。
運用形態によってはスキッドに救助者を乗せる担架や視員用の座席、緊急着水時に膨脹するフロートなどを取り付ける台座として利用することもある。

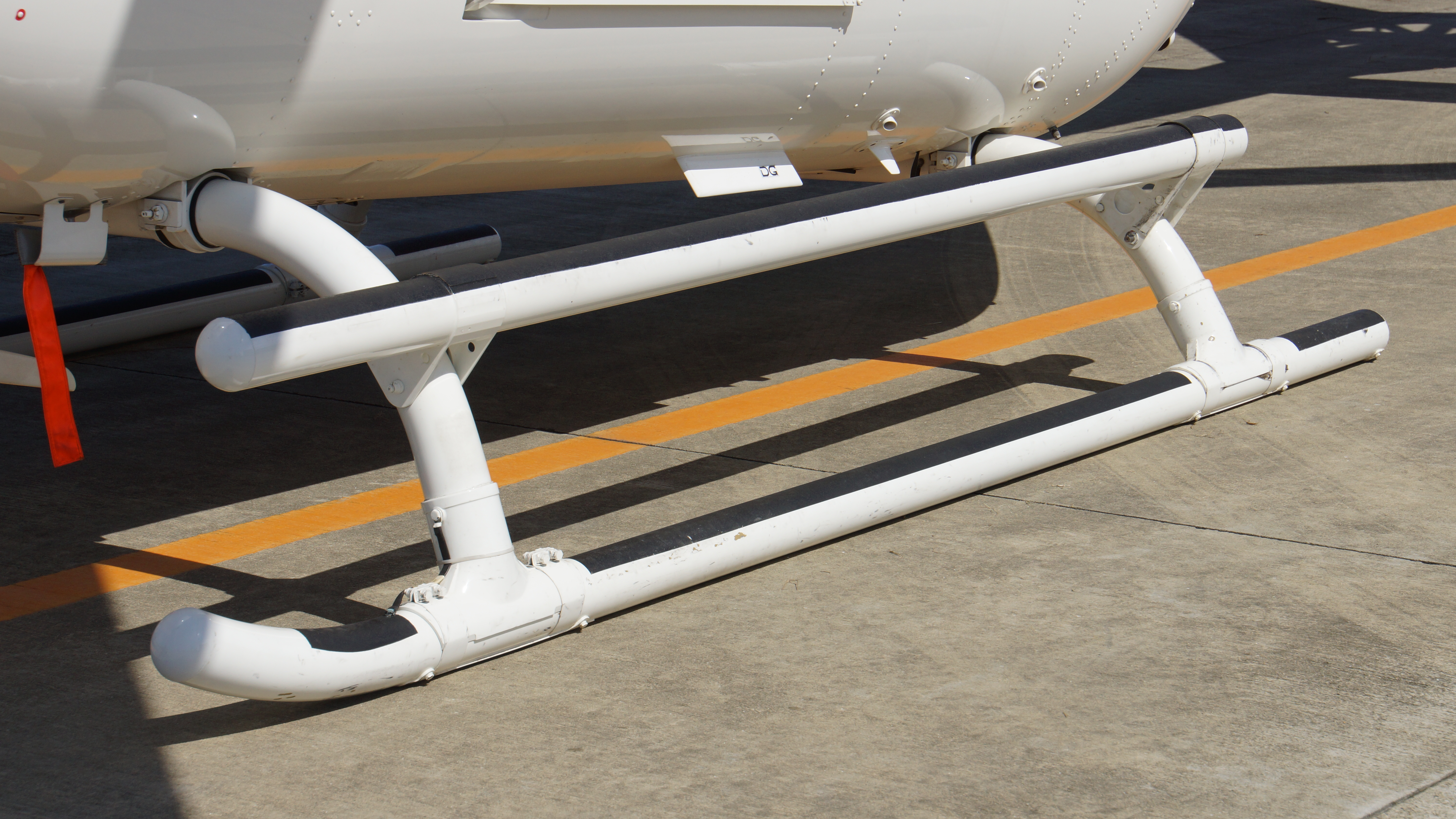
スキッドが2本あるヘリコプター（TH-135）
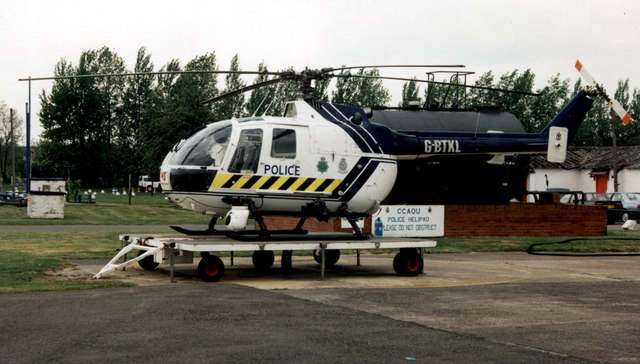
台車に乗せられたスキッド式のヘリコプター
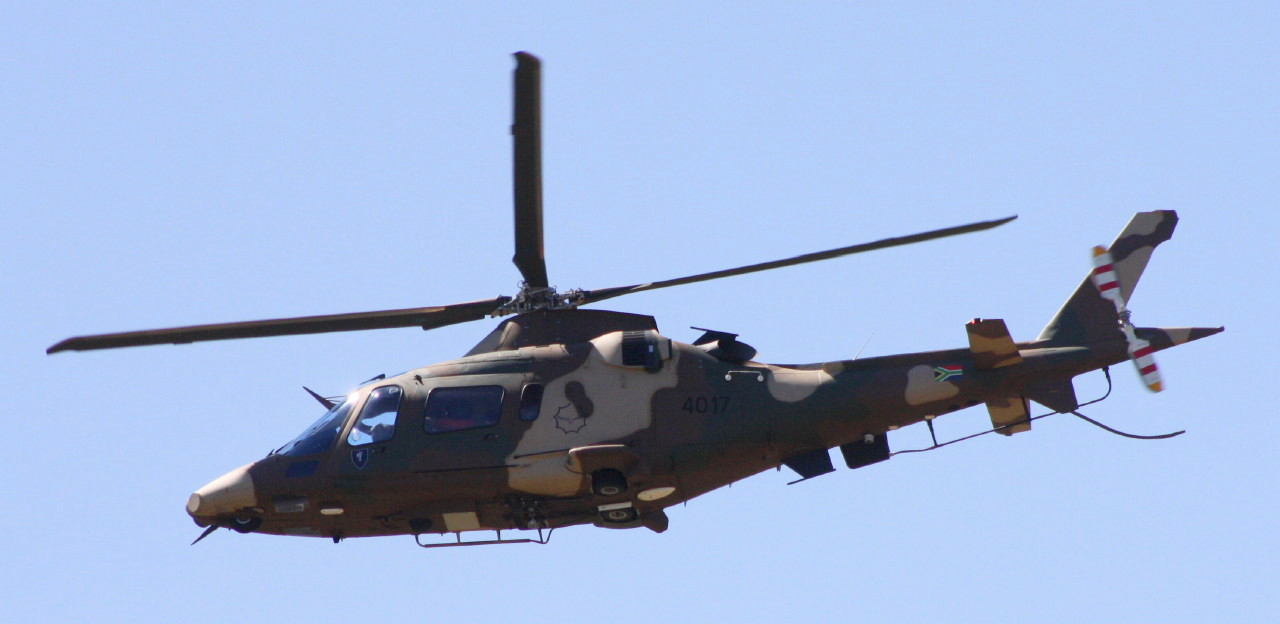
引き込み式を採用したアグスタ A109
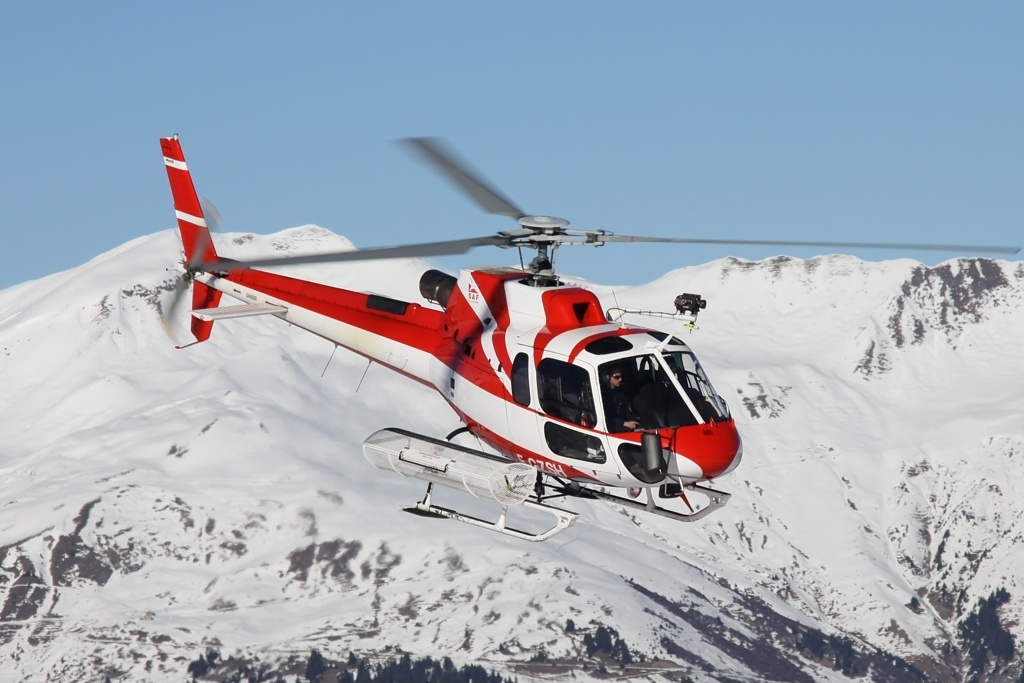
スキッドに担架を追加したAS350B
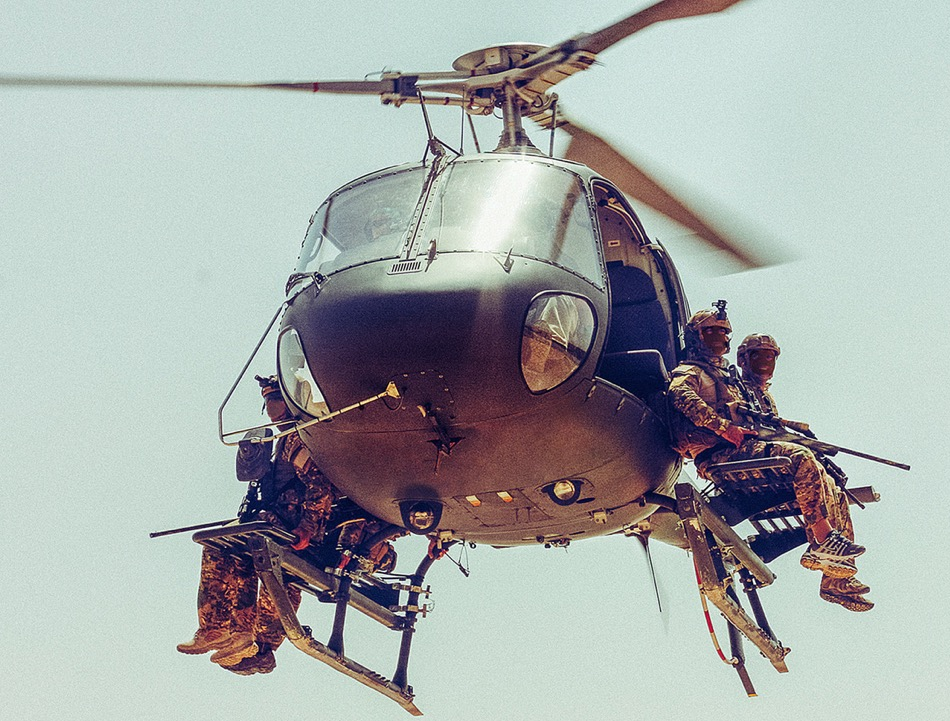
スキッドに座席を追加したユーロコプター EC 135
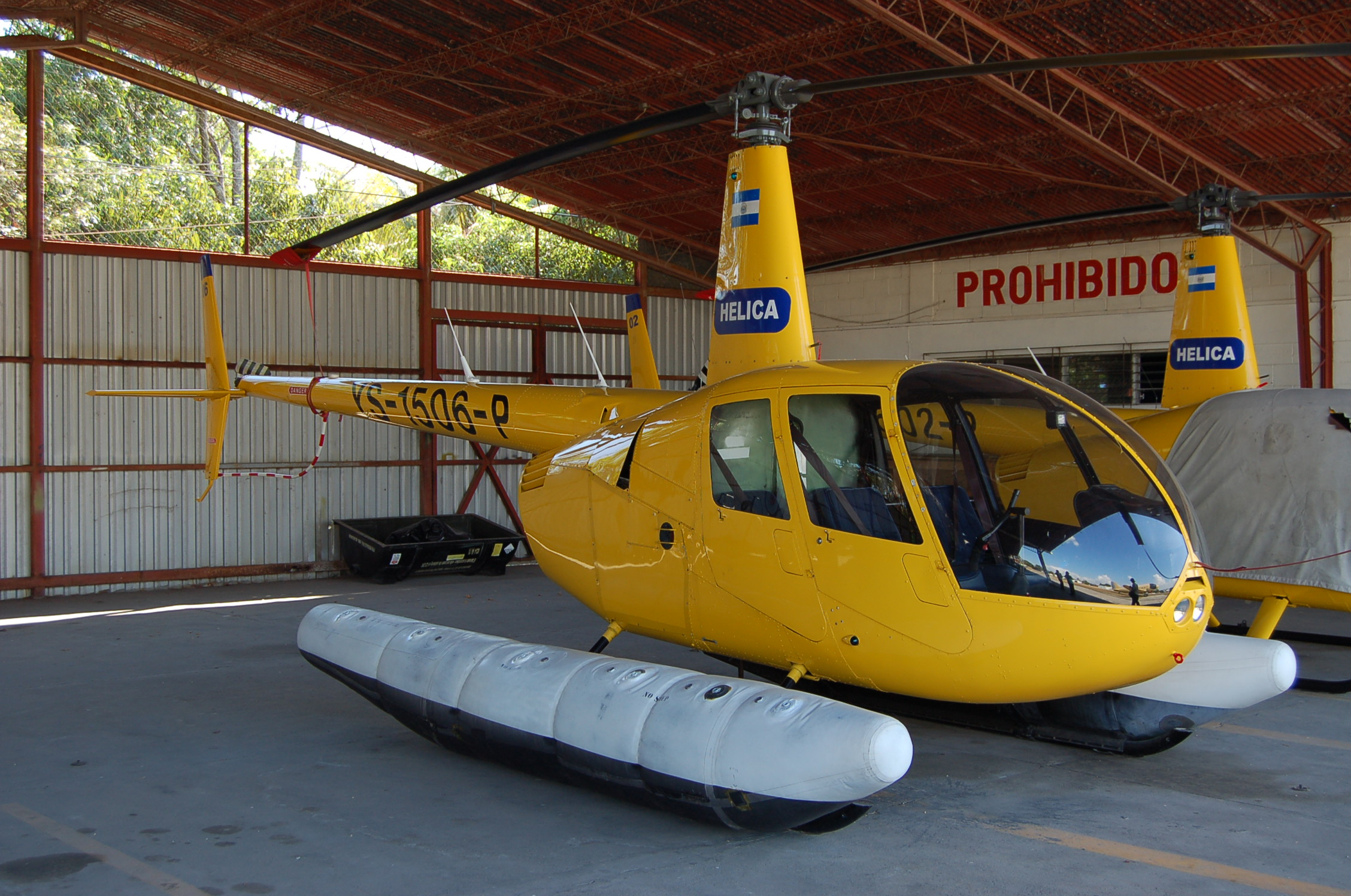
スキッドにフロートを取り付けたロビンソン R44

## 脚の配置

### 主脚
重心近くすなわち主翼近辺にあって荷重のほとんどを支持するものを主脚と呼び、通常左右に配置される。静安定維持のためには重心周りに最低3点が必要なので、両主脚以外にあと1点分の脚が必要である。

### 前輪式と尾輪式
地上滑走用の着陸脚の配置には、主脚以外の1脚の位置によって前輪式と尾輪式の2つに大別できる。これまで製造された航空機の多くはこの2種類どちらかの配置か、またはその類似・派生の配置になっている。
主脚以外の1脚を前方の機首下部に置くものを「前輪式」（首車輪式、首脚式、前脚式、トライアド、Triad）、機体後部に置くものを「尾輪式」(テールドラッガ、Tail-dragger)と呼ぶ。尾部の支持は実際には車輪ではなく橇（そり）のこともあり、その場合には「尾橇式」といわれることもある。3車輪式（3輪式、Tricycle gear）という呼称もあり、厳密に解釈すれば両方の形態を指しているとも取られることがあるが、大勢としては特に前輪式を指して用いられることが多い。逆に「3点姿勢」「3点着陸」等のように、3点と言及されるときには尾輪式を指すのが通例である。
英語では尾輪式を"conventional landing gear"と呼ぶことからもわかる様に、かつては尾輪式が主流だったが、現代のほとんどの飛行機は前輪式またはそれの変形方式を備えている。その理由として尾輪式の離着陸が難しいことがあげられる。
静安定性では尾輪式と前輪式の差はないが、地上への着陸時の動安定性では大きく差が出る。機体荷重のほとんどを支えブレーキ摩擦によって速度を減殺する主脚の位置が、尾輪式では機体重心位置の前方に位置するため、機首方向が走行方向と異なる状態でブレーキをかけるとますます差が拡大してしまい、修正が困難となる。このため、尾輪式は常に方向を修正しながら制動しなくてはならず、修正が間に合わないと「グラウンドループ」と呼ばれるヨー方向のスピンに入ってしまう。前輪式では制動力は機体重心より後方で生じるのでズレを修正する力が働く。
前輪式では着陸時の制動によって機体が前傾することが少なく、また、離陸滑走開始時から機体の水平（すなわち適切な主翼迎角）が保てるために、滑走中盤に尾輪が浮上するまでは過度に大きい主翼迎角となる尾輪式に比して、離陸性能を高く出来る。尾輪式の離陸滑走初盤では操縦席正面から滑走路が直視できない（空しか見えない）機種も多く、とくに大型機すなわちプロペラ直径が大きく主脚を長くせざるを得ない機体の並列複座操縦席で顕著であり、側面の窓から路面の流れを見て直進を維持するなど操縦に技術を要した。推進式では機体後半や尾部で回転するプロペラ先端と滑走路面の距離を取る必要があり、前輪式の採用が多い。
尾輪式は地上において機首が斜め上を向くことから操縦席からの視界が制限され、地上でのタキシングにも支障が生じる。特に第二次世界大戦中に開発された単発戦闘機は、速度や上昇力の要求に対して大型エンジンを搭載したことで機首が大径化した結果、タキシング時に機首を左右に振って前方を確認するなどの動作が必要な機種が多かった。また来栖良のようにスクランブル発進しようとした機体の死角にいたため接触事故で死亡する例もあるなど運用上の問題も発生した。当然現代の大型空港・航空母艦に備えられた飛行場灯火・光学着艦装置に従った厳密なコース取りによる着陸・着艦には、全く不向きである。
現在では尾輪式の飛行機が少ないこともあり、尾輪式の飛行機を離着陸させるのは習熟したパイロットでないと困難である。
ただし尾輪式には以下のような利点もある。
- 降着装置は荷重を支えるため頑丈でなければならず、軽量化を阻害して航空機設計の大きな課題となっているが、前輪に比べて尾輪は機体重心から離れているためてこの原理で簡単・小型にすることができ、その分軽くなる。
- 引き込み式でなく固定式にする場合、前輪式の首脚に比べ小型にでき飛行中の空気抵抗が少ない。
- プロペラと地上のクリアランスが確保できる上、着地時の荷重を分散しやすいため、不整地での離着陸に向いている。

前輪式の普及で尾輪式の新造機は少なくなったが、舗装されていない滑走路からの離着陸性能が求められる農業機やブッシュ・プレーン、重量や空気抵抗を重視しながら固定脚が求められる曲技飛行用の飛行機には多く採用されている。着陸時の視界を確保するため、ジブコ エッジ540では機体下部の側面に透明なパーツを使用し、操縦席から地面が見えるようになっている。またヘリコプターでは、UH-60 (航空機)系・AH-64 (航空機)系などにも尾輪式が見られる。
尾輪式でも過去に存在した機体では、無垢のゴムタイヤや金属車輪など簡単な構造の事も多く、そのままで機首上げ状態を維持できているため脚自体も非常に短いかほとんど存在しなかった。スペースシャトルやX-15 (航空機)（主脚はスキッド）などの着陸専用を除いて、前輪式で機首脚を持つ場合は、少なくとも機体姿勢を水平に維持できるよう、主脚と同じぐらいかそれ以上の長さでなければならない。構造も主脚と同様の緩衝装置と中空タイヤとなるのが普通だが、そのため一般的には尾輪より前脚のほうが機体の構造としては複雑になる。
ツポレフTu-95やコンコルド、SAABドラケンの様に、高迎え角で離着陸する際に尾部を擦らないように、前輪式機体ではあるが収納式の尾輪を同時に持つ機体も存在する。逆に、ツェッペリン・シュターケン R.VIのように離着陸時の前のめりを防止するため、尾輪式でありながら固定式の前輪を備える機体もあった。
XP-79やCH-47 (航空機)の降着装置は前後に2輪ずつの4輪式を採用していた

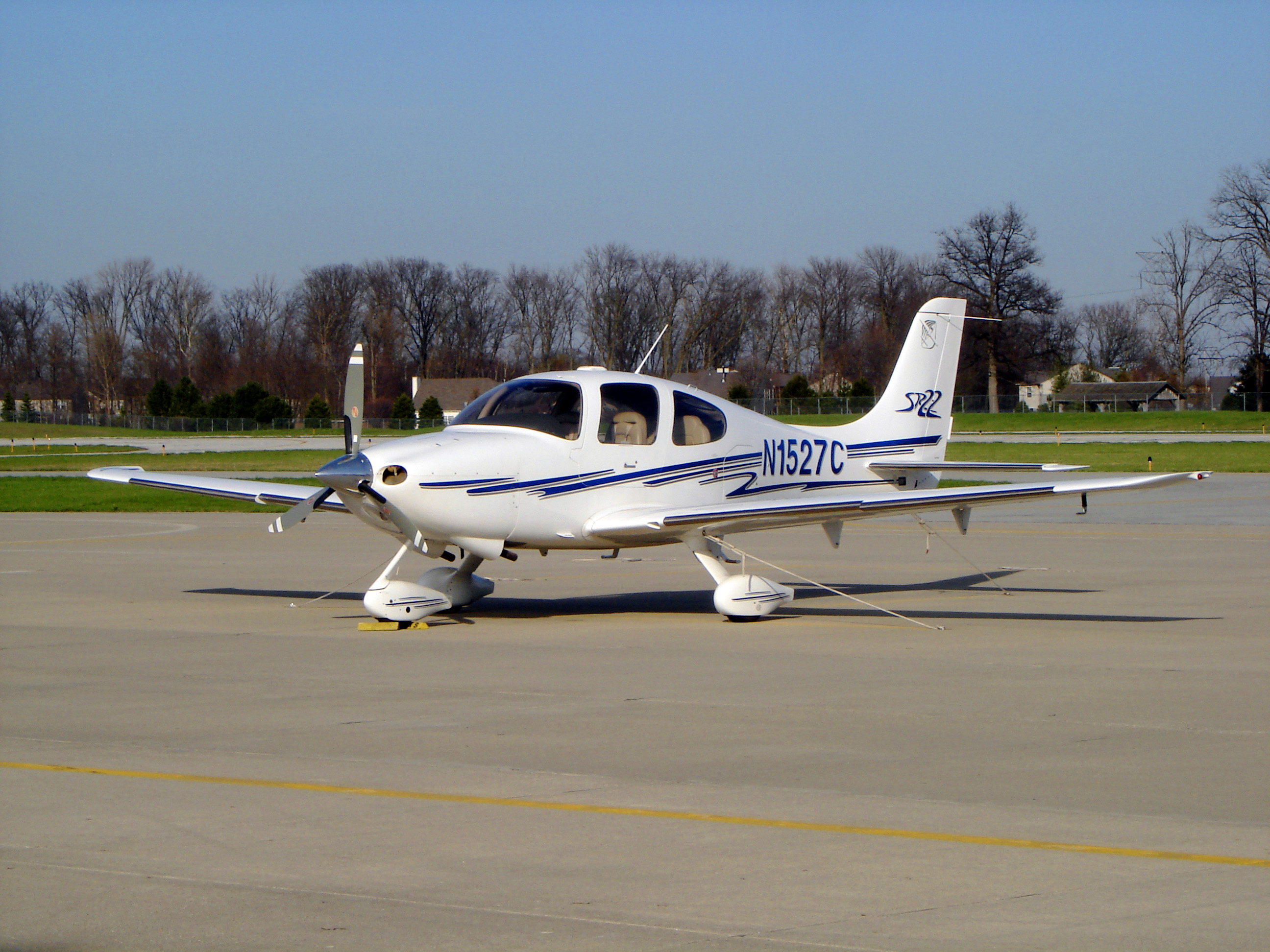
前輪式
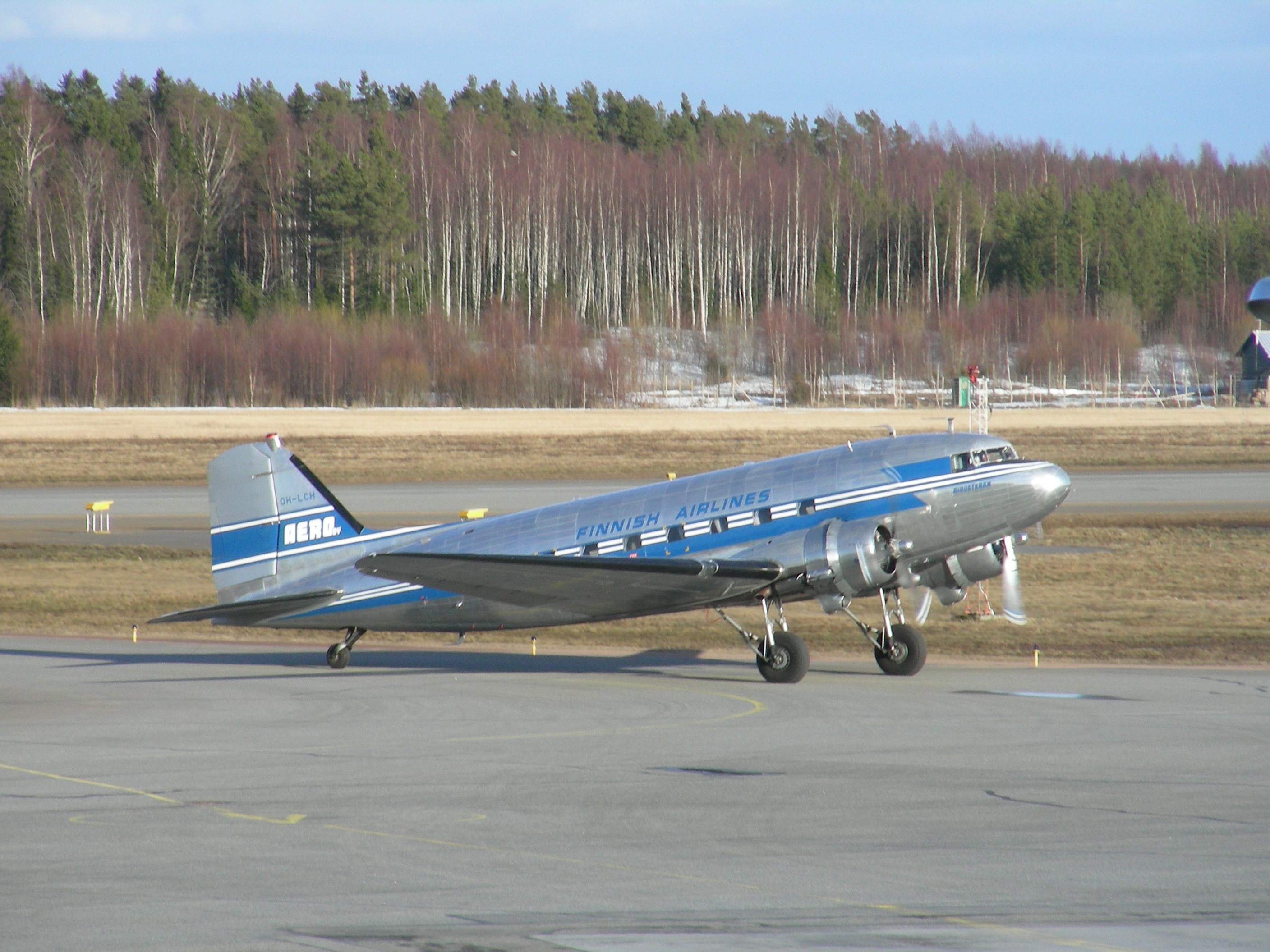
尾輪式
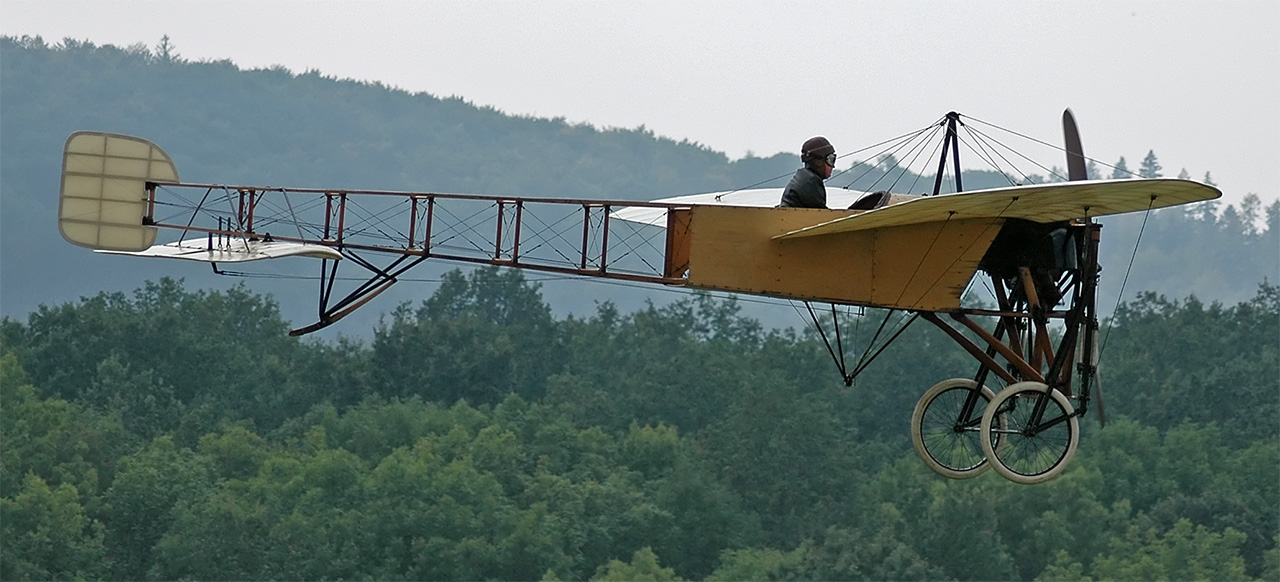
尾橇式
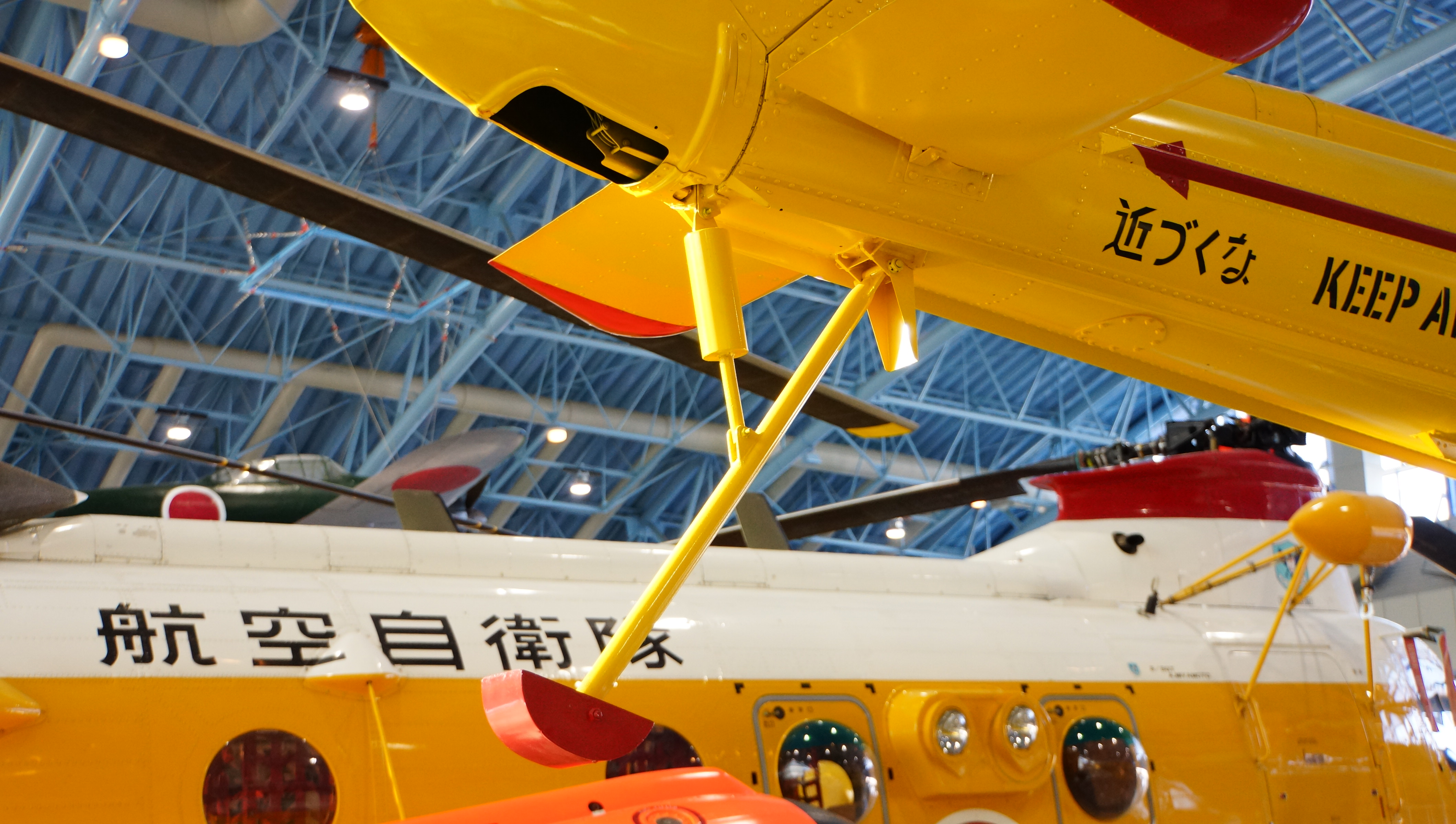
H-19Cのテールスキッド
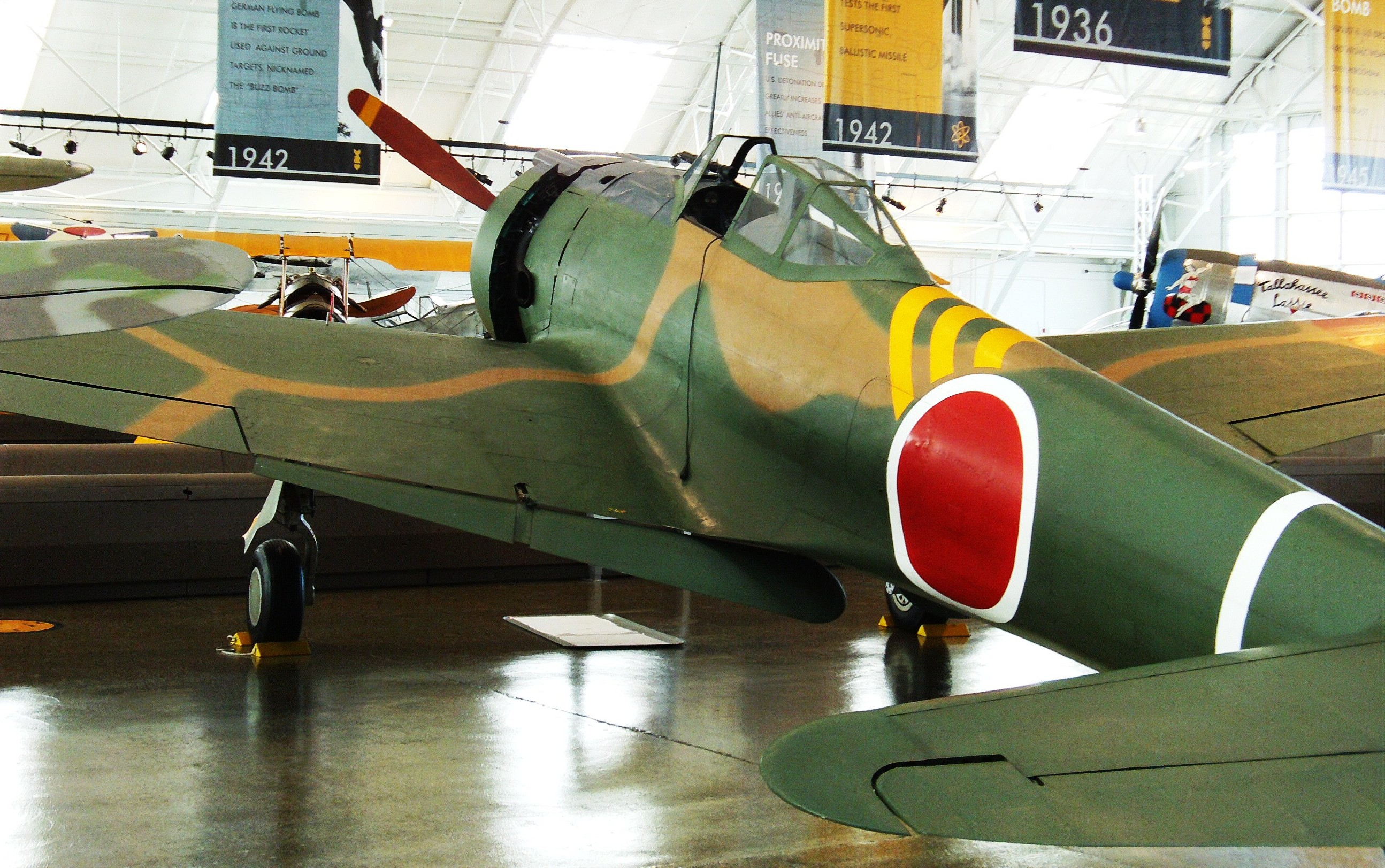
駐機した尾輪式の一式戦闘機。エンジンにより操縦席からは前方がほぼ見えていない。
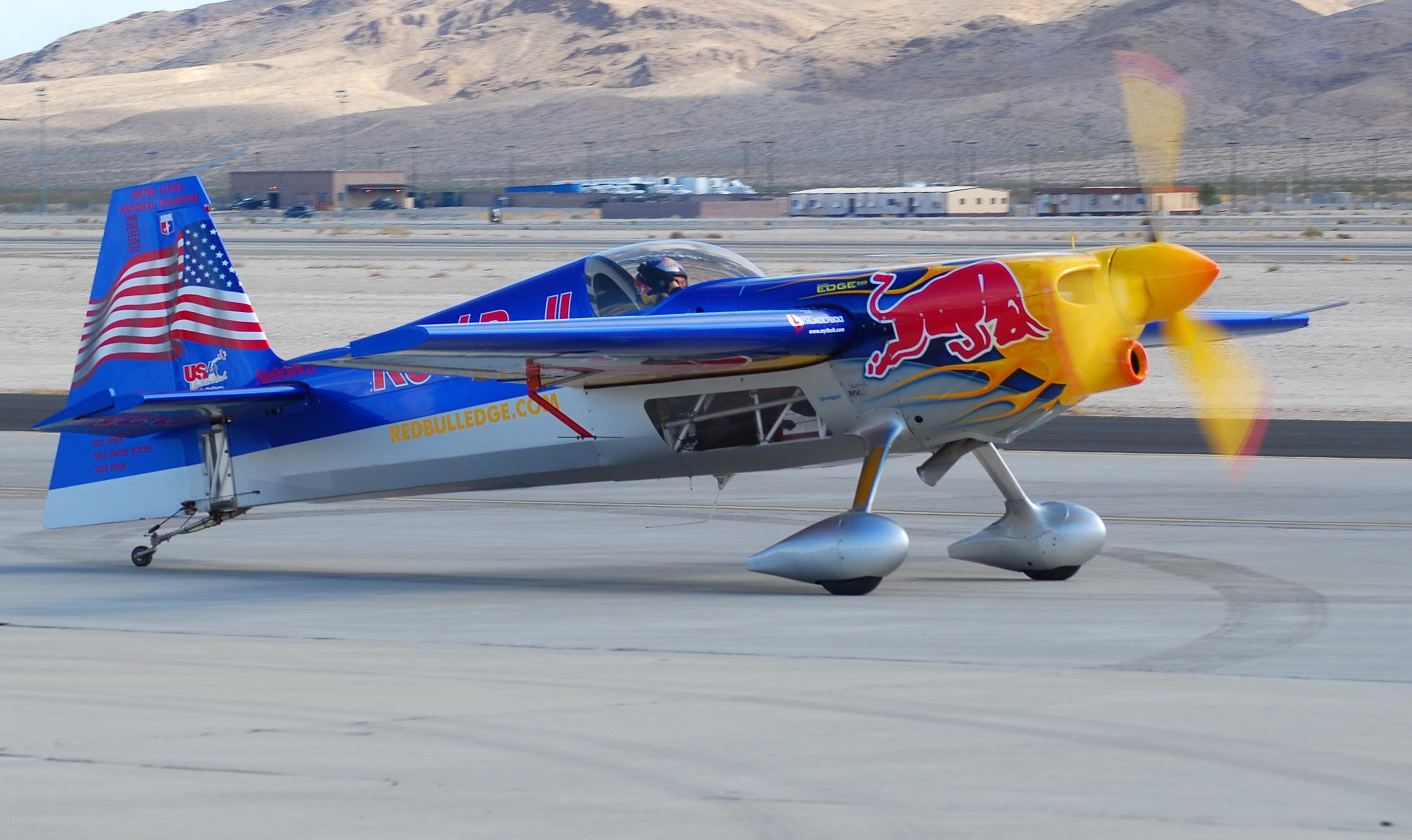
機体下部の側面に透明なパーツを使用した機体（ジブコ エッジ540）
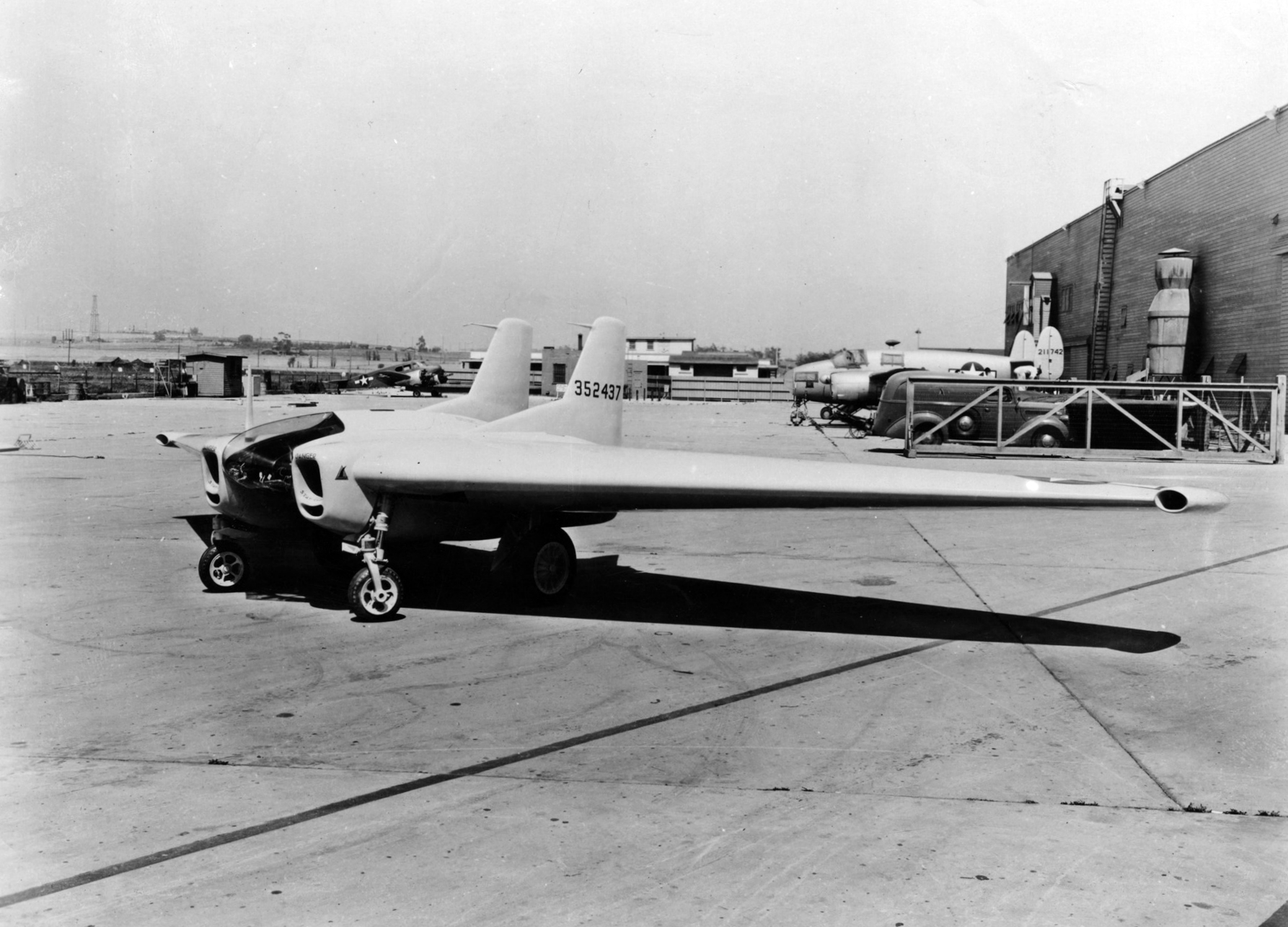
4輪式のXP-79

## 構造
着陸脚の構造は基本となる車輪部と、着地の衝撃を吸収する緩衝装置、そして引込装置やブレーキやトルク・リングなどから構成される。1本の脚柱に複数の車輪がつく場合には、同軸に配置するかボギー（台車）を用いる。

### 車輪
車輪は一般にゴムタイヤを用いる。大型機のいくつかでは外気温変化の影響を避けるため水蒸気分圧を低くした純窒素ガスを充填するが、旅客機では空気を充填している。整備のよい滑走路を使用する大型旅客機等では着地時のタイヤ変形量と接地面積の増大による転がり抵抗を考慮して充填圧は乗用車やトラック（0.2-0.7 メガパスカル程度）に比べ高く設定される（1メガパスカル以上）。滑走路上の異物などを踏んでしまった場合、充填圧が高いとタイヤ破裂の危険があるため、不整地や悪条件での離着陸を念頭において運用される際には、わざとタイヤの圧力を低くして滑走中のタイヤ破裂という最悪の事態を避ける。

### 動力

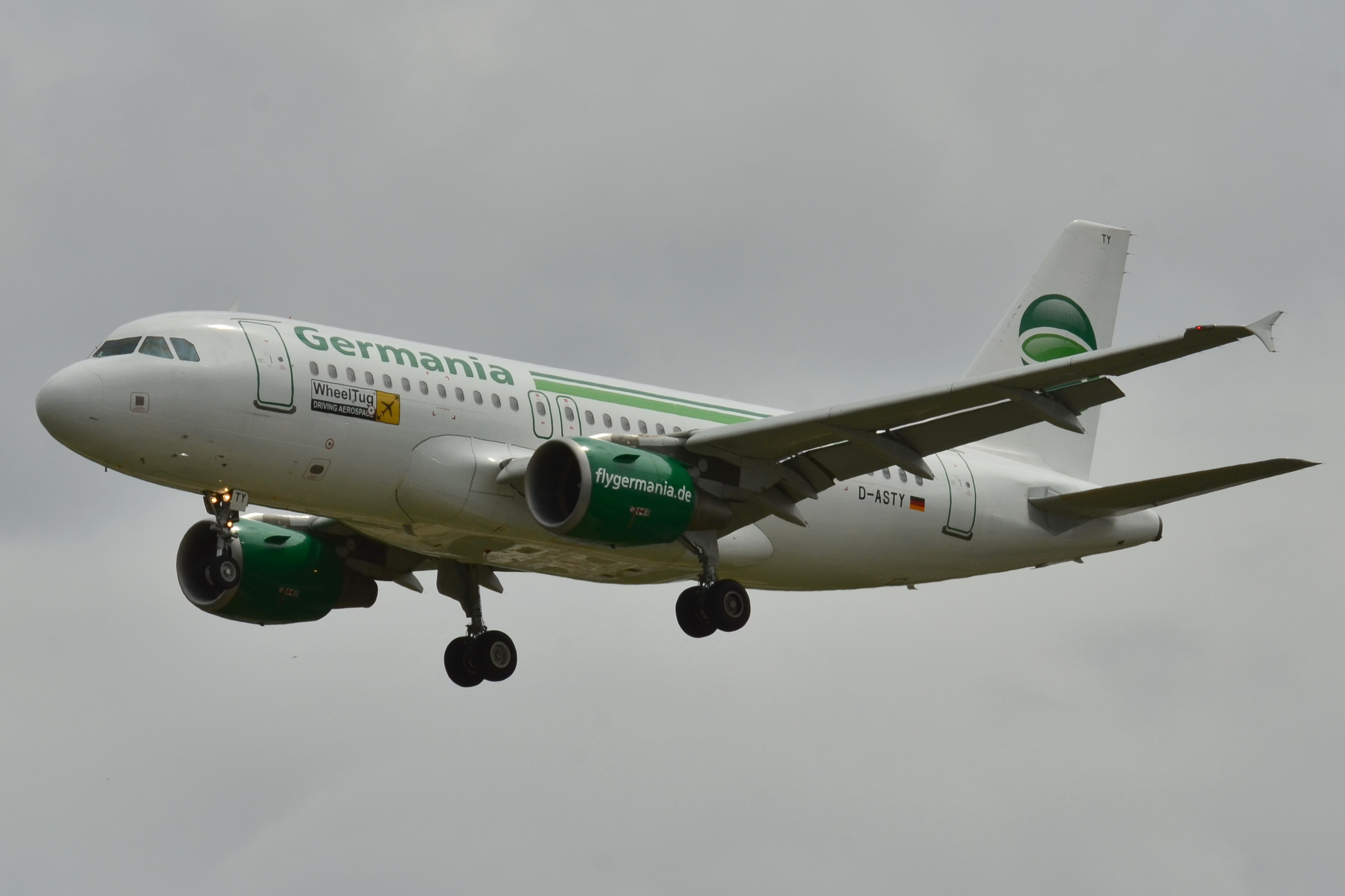
WheelTug搭載を示すロゴを貼り付けたゲルマニアのA319

降着装置の車輪は動力を持たないため地上走行にはプロペラやジェットエンジンの推進力を使用するが、騒音やジェットブラストによる地上への影響があるため、駐機場から滑走路間の移動以外は車両による牽引を受けるのが基本である。車輪を有するヘリコプターでは自力でのタキシングが可能だが、メインローターも回ってしまうためダウンウォッシュによって付近に影響を与えることからタキシングの経路に規制が掛けられる。スキッド式ではホーバータキシングが必要となるが、短距離の移動のためにエンジンを始動し低空を飛行するなど騒音・燃費の影響がある。
大規模空港では牽引車両の到着待ちや連結作業などで時間を取られ、運用上のボトルネックとなっていた。またタキシングの距離も長いためメインエンジンによる走行は燃費を悪化させていた。対策として航空機側の車輪に電気モーターを搭載しメインエンジンや牽引車両に頼らず滑走路まで自走できる電気自走タキシングシステムが開発された。737やA319へ後付けできるWheelTugのような製品も登場している。
古来度々構想・開発される事がある空陸両用車では、陸上走行時の燃費・加速性能・登坂性能上、車軸駆動推進が可能になっているケースが多い。

### 緩衝装置
油と空気をピストン内に閉じ込めたオレオ式の緩衝装置 (Air/Oil Shock Strut) が普及する前の初期の軽量な機体の衝撃吸収には、車軸と機体の間をゴム製の緩衝コード (Rubber Shock Cord) で結んだ構成が採用されていた。現在でも一部の小型機などでは同様のものが用いられることがある。小型機では他にも積層ゴム円盤 (Stacks of Rubber Disk) を組み合わせたものや、脚柱自体の弾性をもって緩衝装置とする方式もあるが、緩衝装置の軽量化により軽飛行機にもピストン式の緩衝装置が普及している。セスナ 172の主脚は1956年の販売当初からクロム・バナジウム製の板バネであったが、1971年のモデルチェンジでテーパーがついた中空パイプの支柱に変更された。なお前脚はピストン式の緩衝装置を採用している。
曲技機は機体自体が軽量であるため、ピストン式の緩衝装置ではなく板バネを利用する方式が広く用いられている。曲技機であるエクストラ EA-300は左右の脚柱を一本の板で構成し、弾性で衝撃を吸収する設計となっている。
航空機の自重は、空中では主翼が支持し地上では着陸脚が支持する。しかしその水平断面積の差を考えると単位面積あたりの荷重は着陸脚にかかるものの方が桁違いに大きく、着陸脚は主翼よりも遥かに頑丈な構造で衝撃を吸収しなければならない。このため着陸脚は航空機の艤装品の中でもかなり重量があり、運用利便性や不時着時安全性を犠牲にしてでも飛行性能を追及した一部の機体では、後述するように離陸後に脚を投棄する形式としたものもあった。

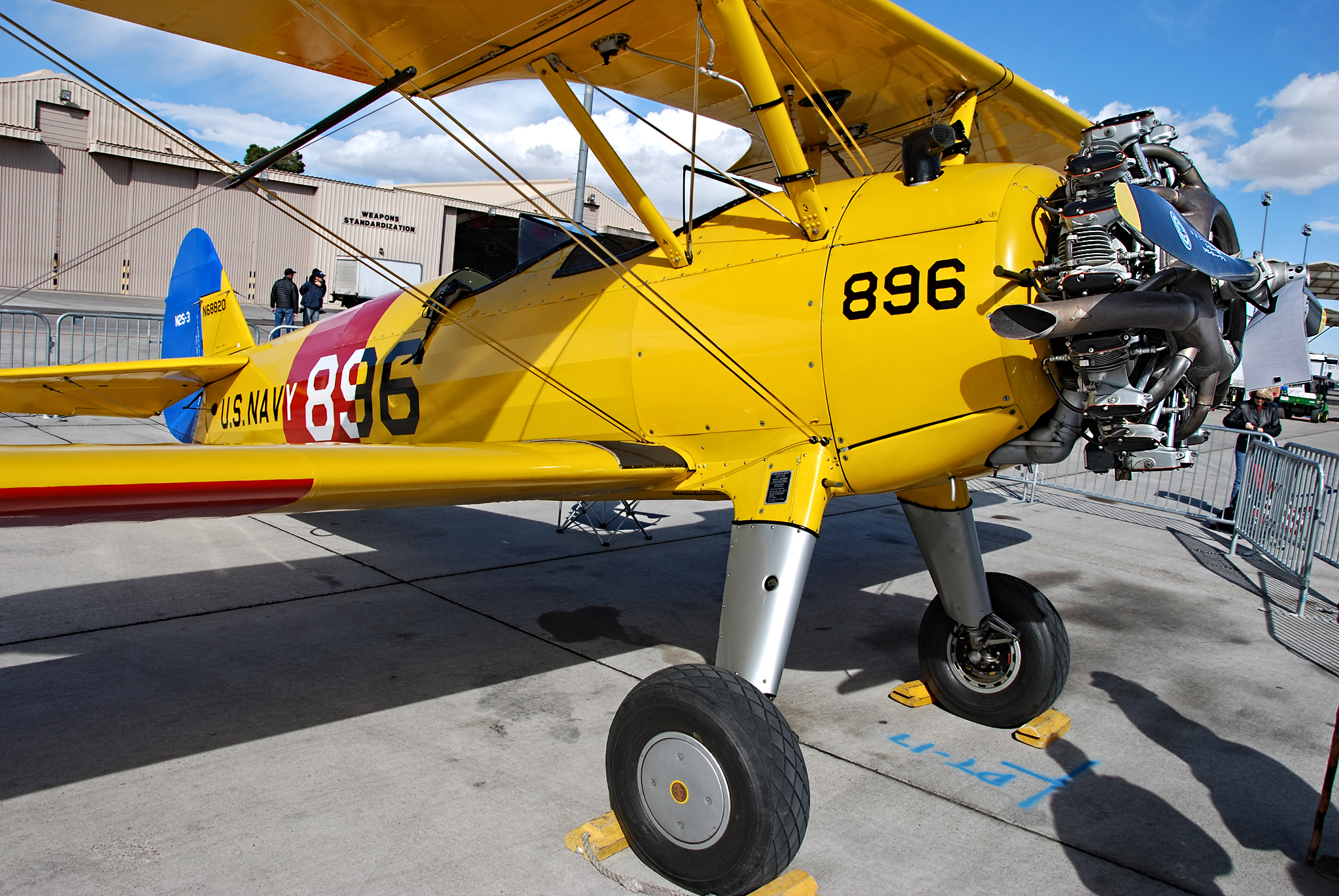
ボーイング・ステアマン モデル75の主脚。固定脚にピストン式の緩衝装置が内蔵されている。
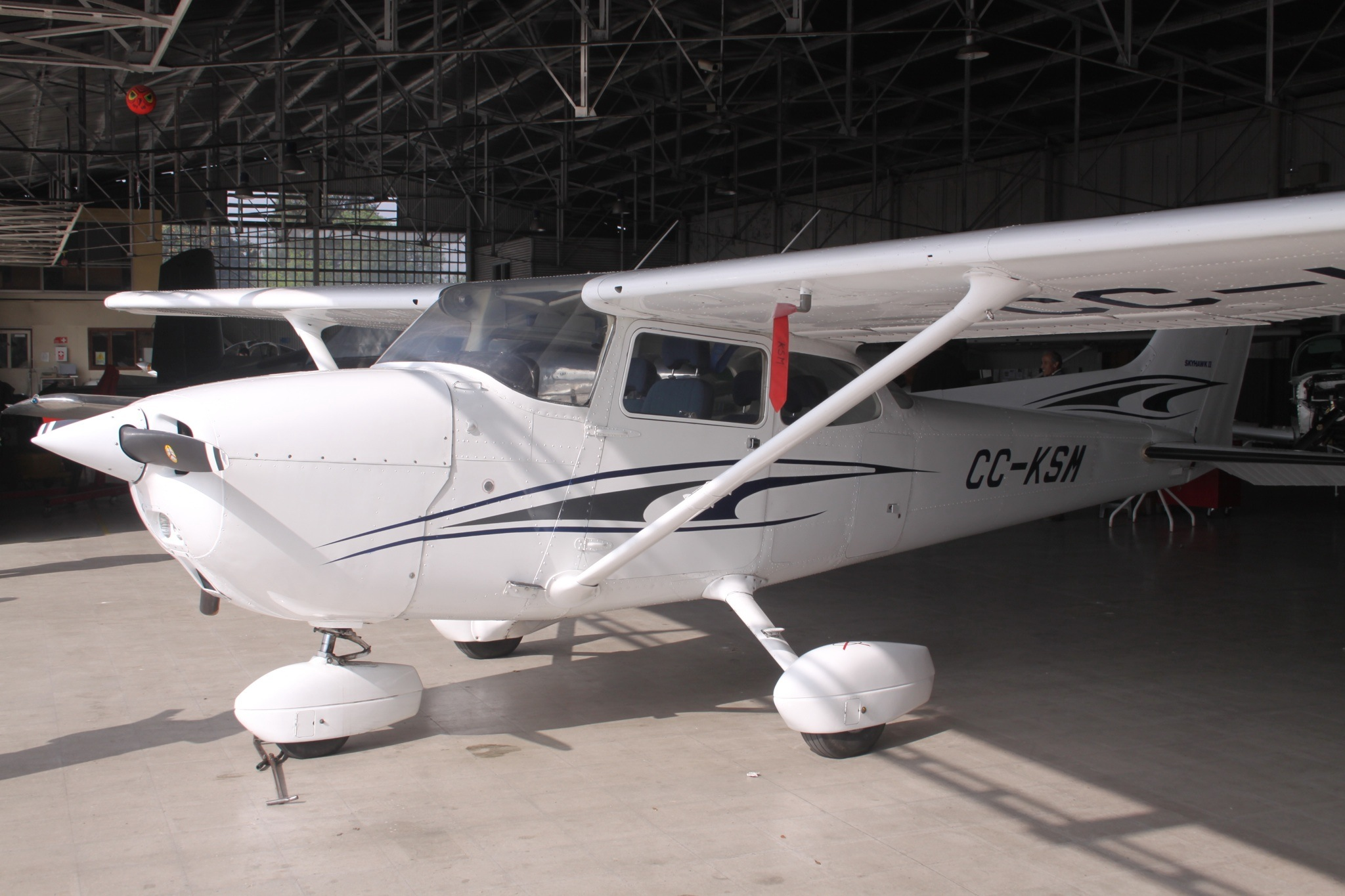
テーパーチューブの主脚を採用したセスナ 172N
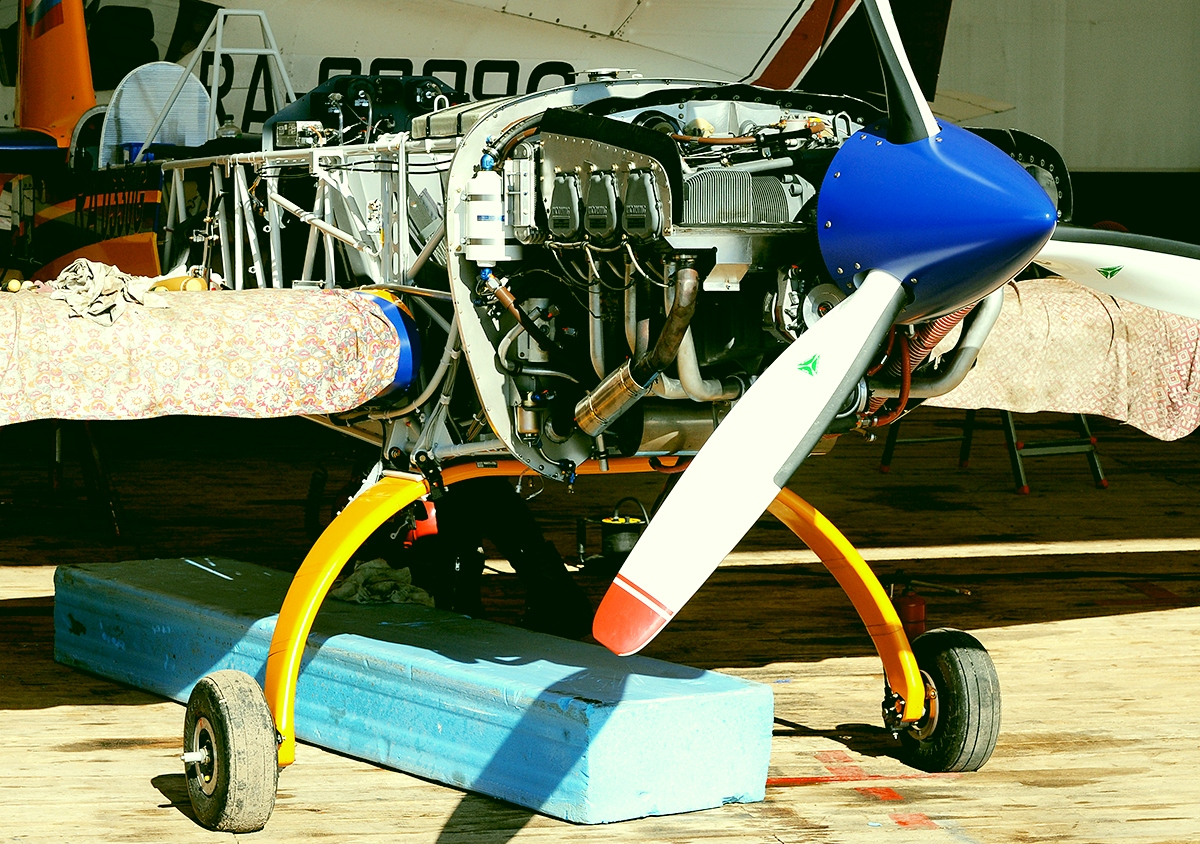
エクストラ EA-300の主脚。
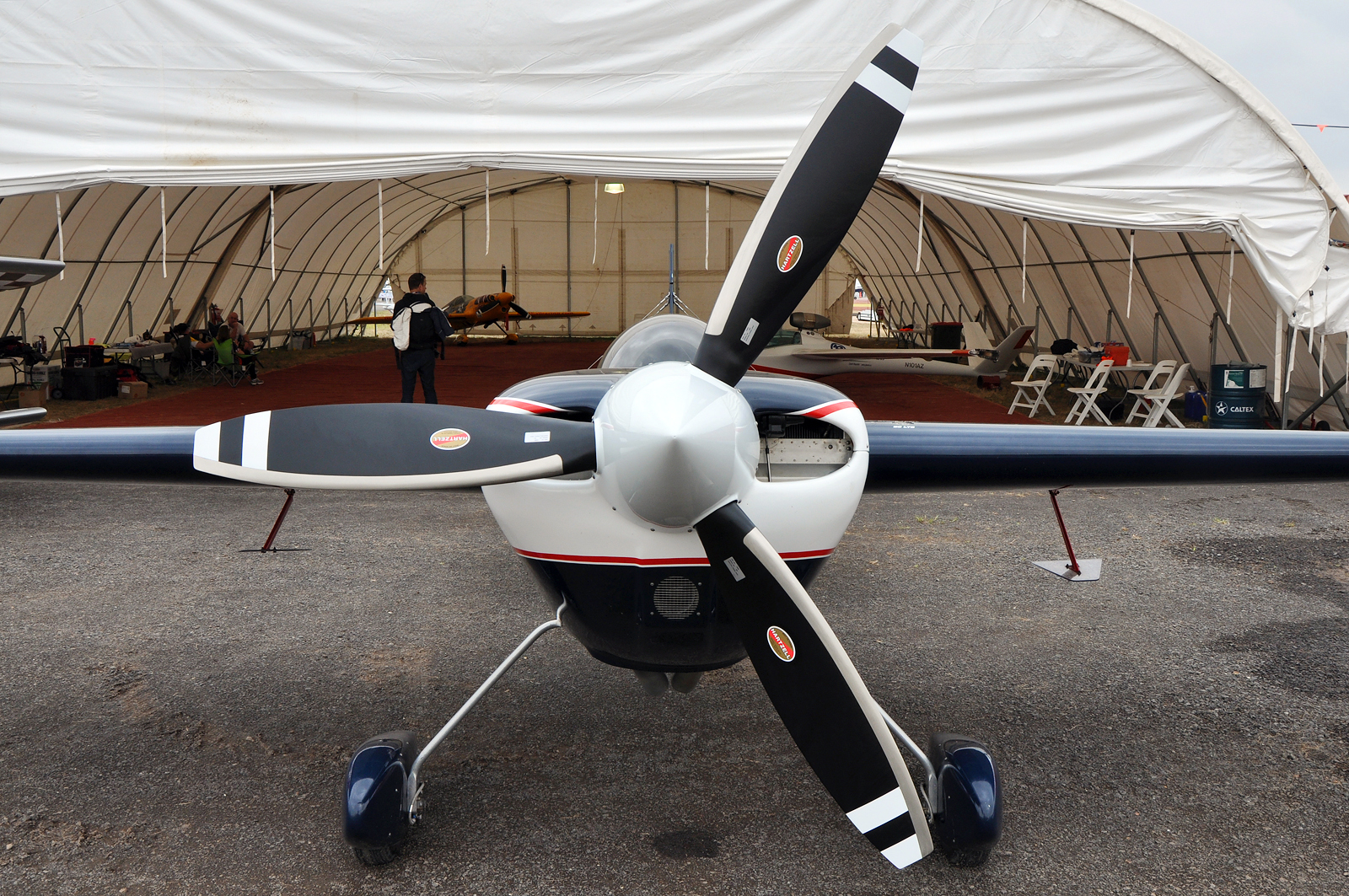
正面から見たジブコ エッジ540の主脚。

### 付随装置類
低速飛行を主体とする小型機やフロート式・スキッド式降着装置などを除けば、多くの航空機で一般的に採用されているタイヤ式の脚部は、飛行中の空気抵抗や障害の発生を避けるために、機体内に収納するようにできており、油圧式のアクチュエータやモーターなどで上げ下げが可能な引込装置を備えている。機体への支持方法は、機体の構造部材にブラケットとトラニオンを組合わせた方式が使用されている。トラニオンには緩衝支柱が取付けられており、脚の上げ下げの行程において、そこを支点に前後又は左右に回転するようになっている。支柱の下端は車輪の軸やボギーになるが、緩衝装置のピストン内筒とその下部の車輪が自由に回転しないよう、緩衝装置にトルク・リンクを取付けるか又はピストン内面の溝に凸部が嵌ることによって脚の向きを正面に保っている。また、脚下げ時に、地上において不用意に脚が引き込まないように、脚の周囲にさまざまな形式のリング機構が取付けられており、後述するダウン・ロック機構により固定される。その他に、脚操作のハンドルを地上ではロックして、離陸後にはロックを解除する安全スイッチ、脚のいくつかの支持部分をピンで固定するグラウンド・ロックなどがある。
引込装置の確実な動作は航空機にとって重要であり、脚部格納部の格納扉（ドア）の開閉も含めて多くの機体ではモーター駆動による電動式又は油圧による油圧式を採用しており、前者は主に小型機に、後者は主に大型機に使用されている。基本的には、操縦室にあるスイッチ又はレバー又はハンドルを操作すると、脚下げの場には、アップ･ロックが解除され脚部格納部のドアが開き、その後、脚部格納部から脚が可動して下がり、完全に下がるとダウン･ロックが作動する。脚上げの場合には、ダウン･ロックが解除され脚が可動して上がり、脚部格納部に収まった後、脚部格納部のドアが閉まり、アップ･ロックが作動する。
脚とその格納扉のアップ・ロックとダウン・ロックにおいては、機械的な機構またはラッチ・シリンダーで作動するラッチ・フックにより行われる。操縦室には、脚位置指示器と脚警報装置が装備されており、脚位置指示器は、前述の機械的な機構またはラッチ・シリンダーで作動するスイッチの信号を受信することにより、脚の動きと位置を目視で確認でき、脚警報装置は、引込装置の脚が1本でもダウン・ロックされていない場合で、エンジンの出力を操作するスロットル・レバーをアイドル（アイドリングの状態にまで出力を下げる）にすると、ホーン音の警報と赤色の警報灯が作動する。また、引込装置には、脚下げの際に動力系統が故障した場合に備えて非常脚下装置が装備されており、油圧式は、操縦室に装備されたエマージェンシ・リリース・ハンドルを操作して、脚のアップ・ロックを解除して脚を自重により下げる方式と手動ポンプ又は電動ポンプを使用し、発生する油圧で強制的に脚を下げる方式があり、電動式は、手動ハンドルを回すことで脚を下げる方式が使用されている。
前述の電気自走タキシングシステムを除いて車輪に駆動装置はないが、主脚の車輪内にブレーキ装置を内蔵しており、自動車と同じく油圧式のディスクブレーキを使用している。ただ自動車とは違い、ブレーキ系統が左側の車輪用と右側の車輪用とで独立しており、そのため、ブレーキ・ペダルも左側と右側の2つあり、方向舵ペダルの上方に設置されている。小型機では、マスタ・シリンダ・ブレーキ系統が使用されている。これは、航空機の油圧系統とは完全に独立しており、左右に2個設けられたブレーキ・ペダルに接続するリング機構、マスタ・シリンダ、油圧配管、ブレーキ・アッセンブリーなどで構成されており、リザーバは共有している。大型機では、大きなタイヤとブレーキ装置を装備するため、より多くの量の作動油と高い圧力でなければブレーキが掛からないため、作動させる際にはエンジン駆動される油圧ポンプによる、引込装置、操向装置、操縦装置なども作動させる主油圧系統による高圧の作動油を使用した動力ブレーキ操作系統が使用されている。これは、チェック・バルブを介して主油圧系統から高圧の作動油がブレーキ系統に供給されており、左右に2個設けられたブレーキ・コントロール・バルブにより、ブレーキを作動させるのに必要な作動油の量と圧力を調整している。なお、ディスクブレーキの種類は、単板型と多板型があり、前者は小・中型機で後者は大型機でそれぞれ使用される。
地上走行中（タキシング）に使用される操向（ステアリング）の作動方式としては、前輪式の場合、小型機は、機械式が使用されており、方向舵ペダルの動きを、プッシュ・プル・ロッドで前脚支柱に取付けられたホーンに伝達し、緩衝装置のトルク・リンクを介して前輪を操作する。大型機は、油圧式が使用されており、操縦席にあるステアリング・ホイール又はハンドルを回すと、索を介して差動装置のコントロール・ドラムに伝達され、差動装置のコントロール・ドラムの動きがフォローアップリング機構の差動リングを介して、油圧系統のラインが繋がっている前脚操向のコントロール・バルブに伝達され、コントロール・バルブが作動すると、油圧系統からの高圧作動油がバイパス・リリーフ・バルブを介して、前脚支柱に取付けられている操向ユニット内のアクチュエータとの間で出入りを行いながら作動して、緩衝装置のトルク・リンクを介して前輪を操作する。尾輪式の場合は、方向舵と共に動く構造になっており、それによるステアリング機能か、左右の主脚のブレーキング差動によって行われる。また、古い時代の機体では、ステアリング機能もブレーキもついていない事があり、地上走行における方向転換は方向舵が受けるプロペラ後流の反動に頼っていた。
引き込み式が実用化された初期には脚部の状態を知らせるため、主脚が下りてロックされると主翼上面から棒が飛び出す機械式指示装置が採用されていた。現代では電気スイッチやセンサーなどで感知し操縦席のランプを点灯させる電気式が主流である。

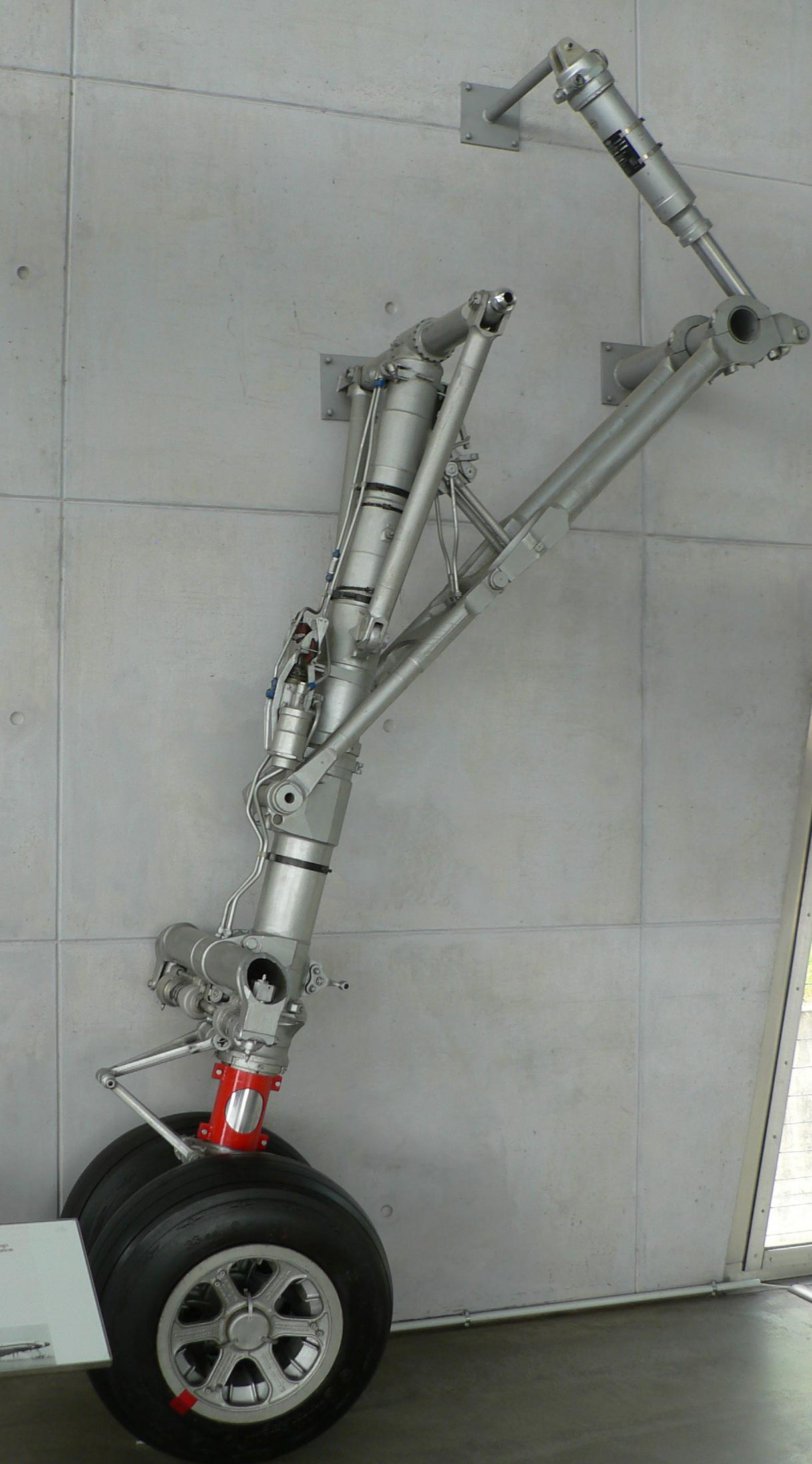
スーパー・コンステレーションの前脚と引込装置類。
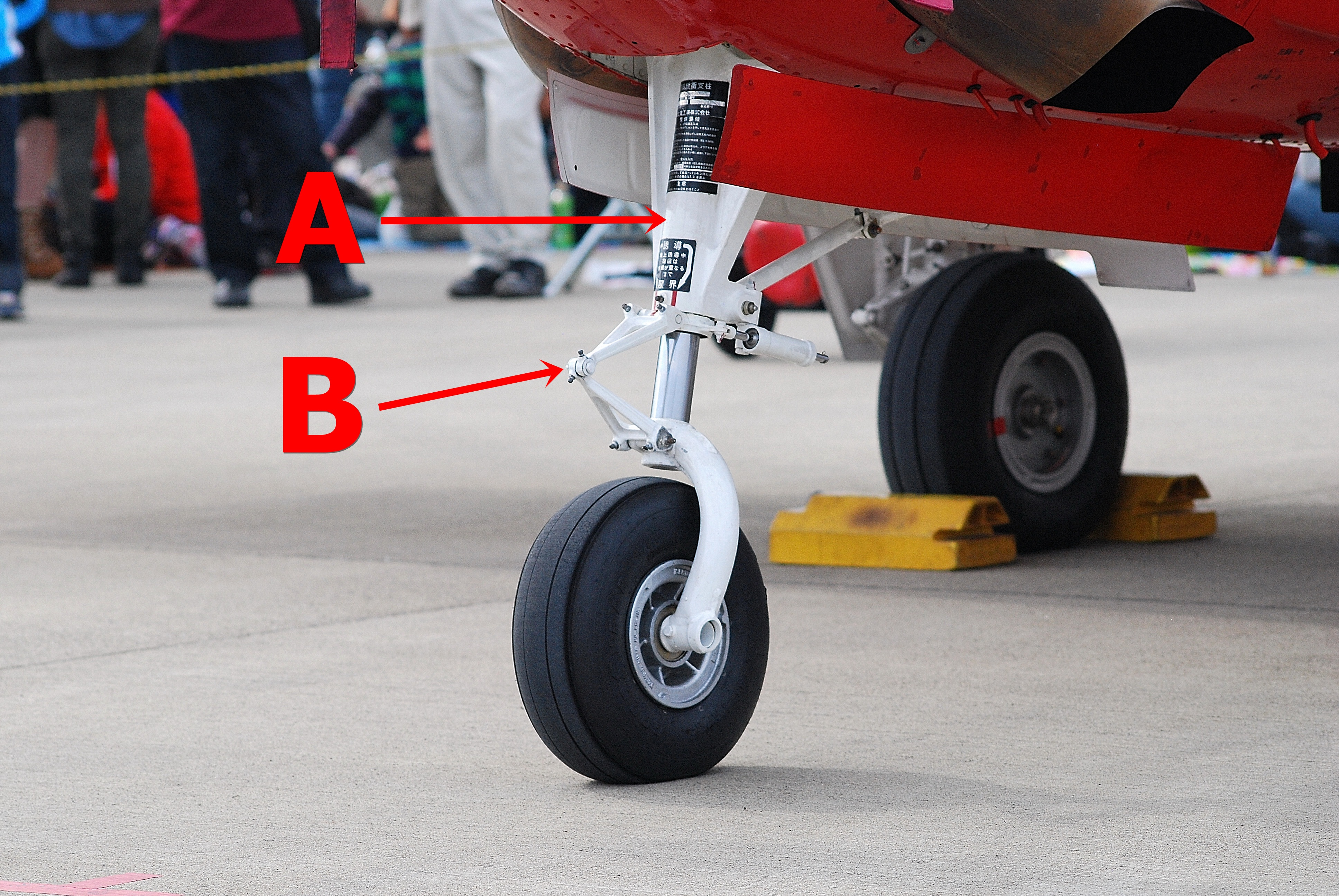
T-7の前脚。A緩衝支柱、Bトルク・リング。
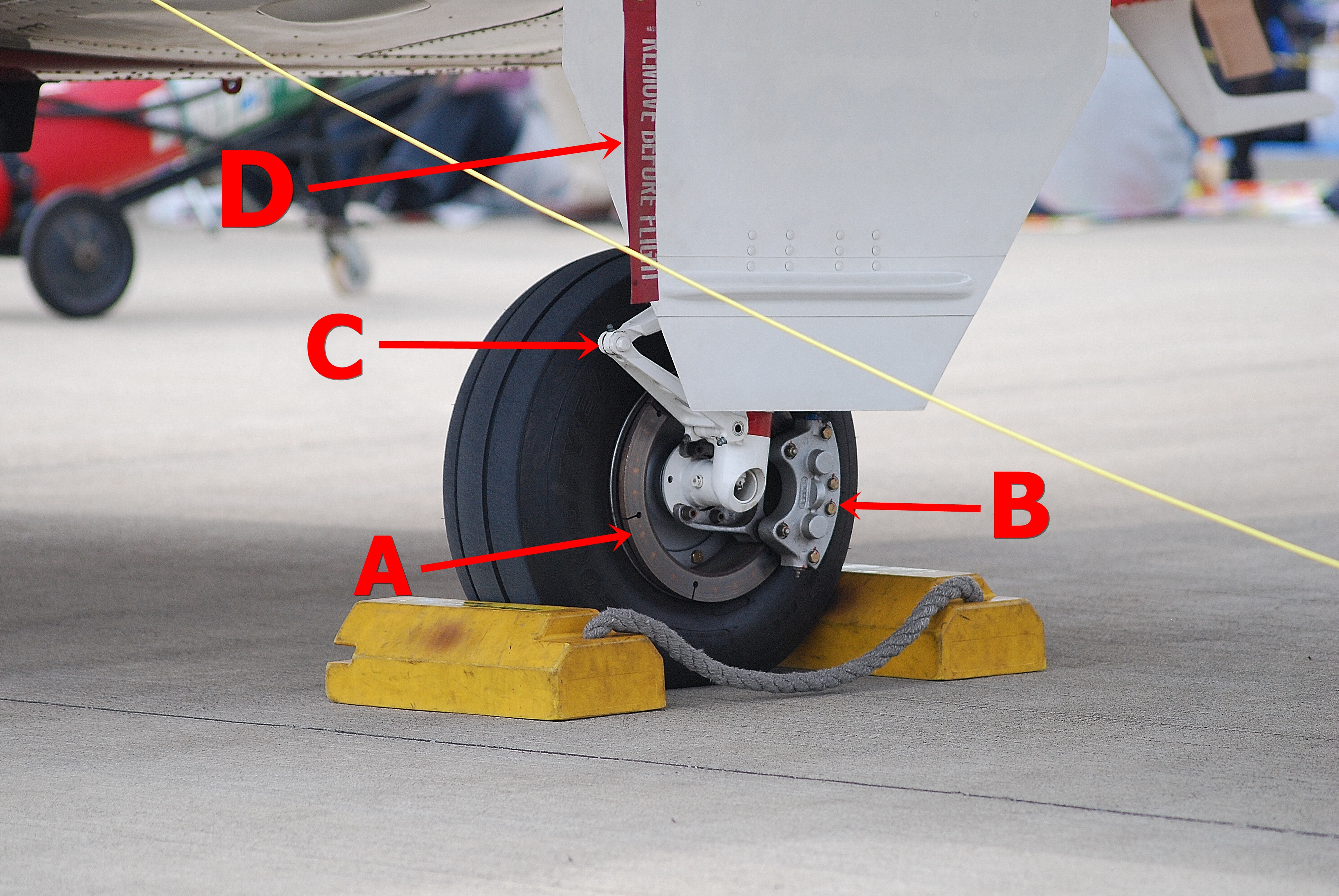
T-7の主脚。A車輪に取付けられているブレーキ・ディスク、Bブレーキ装置（ブレーキハウジング）、Cトルク・リング(緩衝支柱のピストンとシリンダに繋がっている）、Dグラウンド・ロックの赤色のテープ。
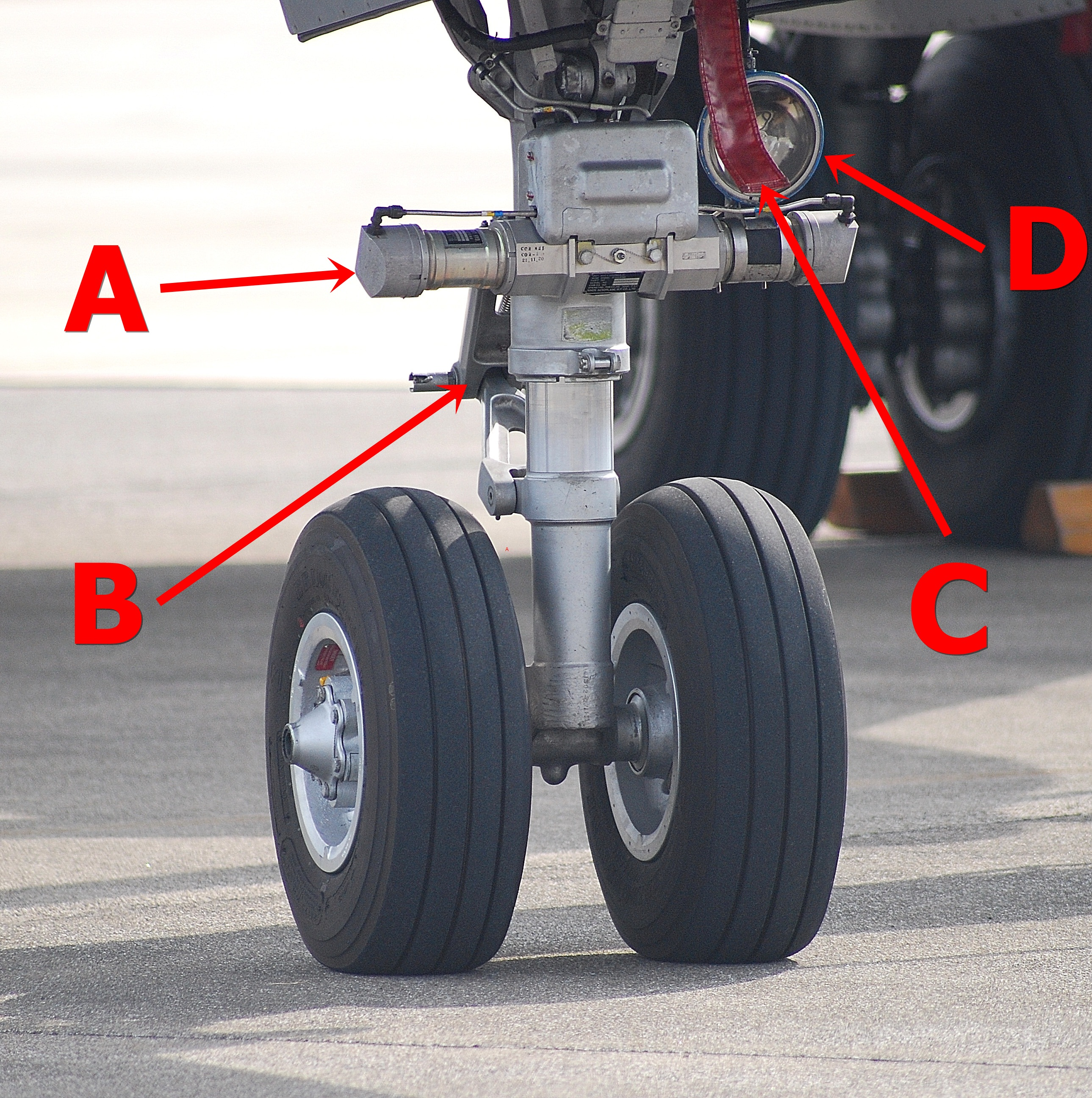
YS-11の前脚、A操向ユニット（ステアリング・ユニット）、Bトルク・リンク、Cグラウンド・ロックの赤色のテープ、Dが着陸灯。
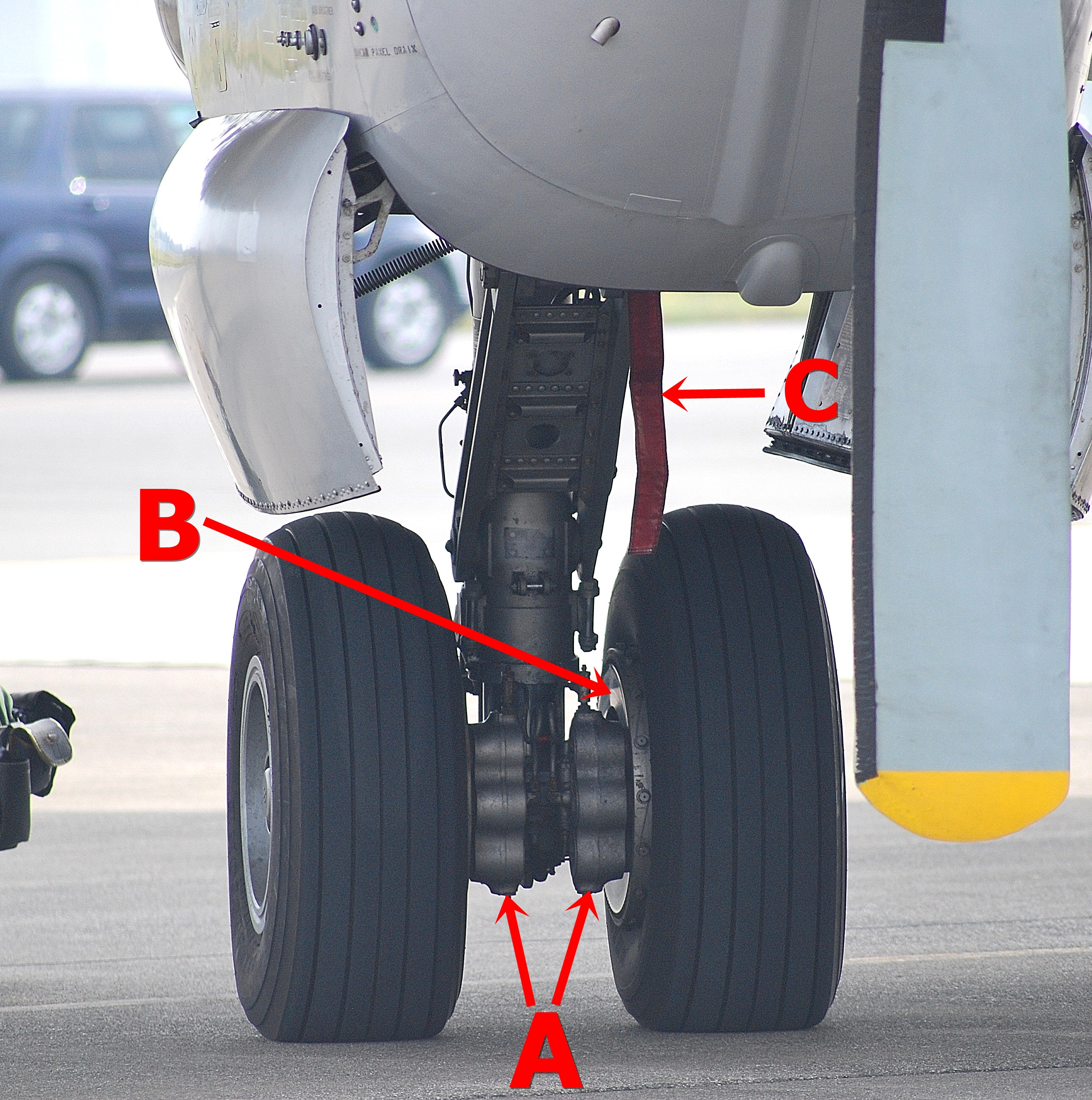
YS-11の主脚、Aブレーキ装置（ブレーキハウジング）、B車輪に取付けられている単板型ブレーキ・ディスク、Cグラウンド・ロックの赤色のテープ。
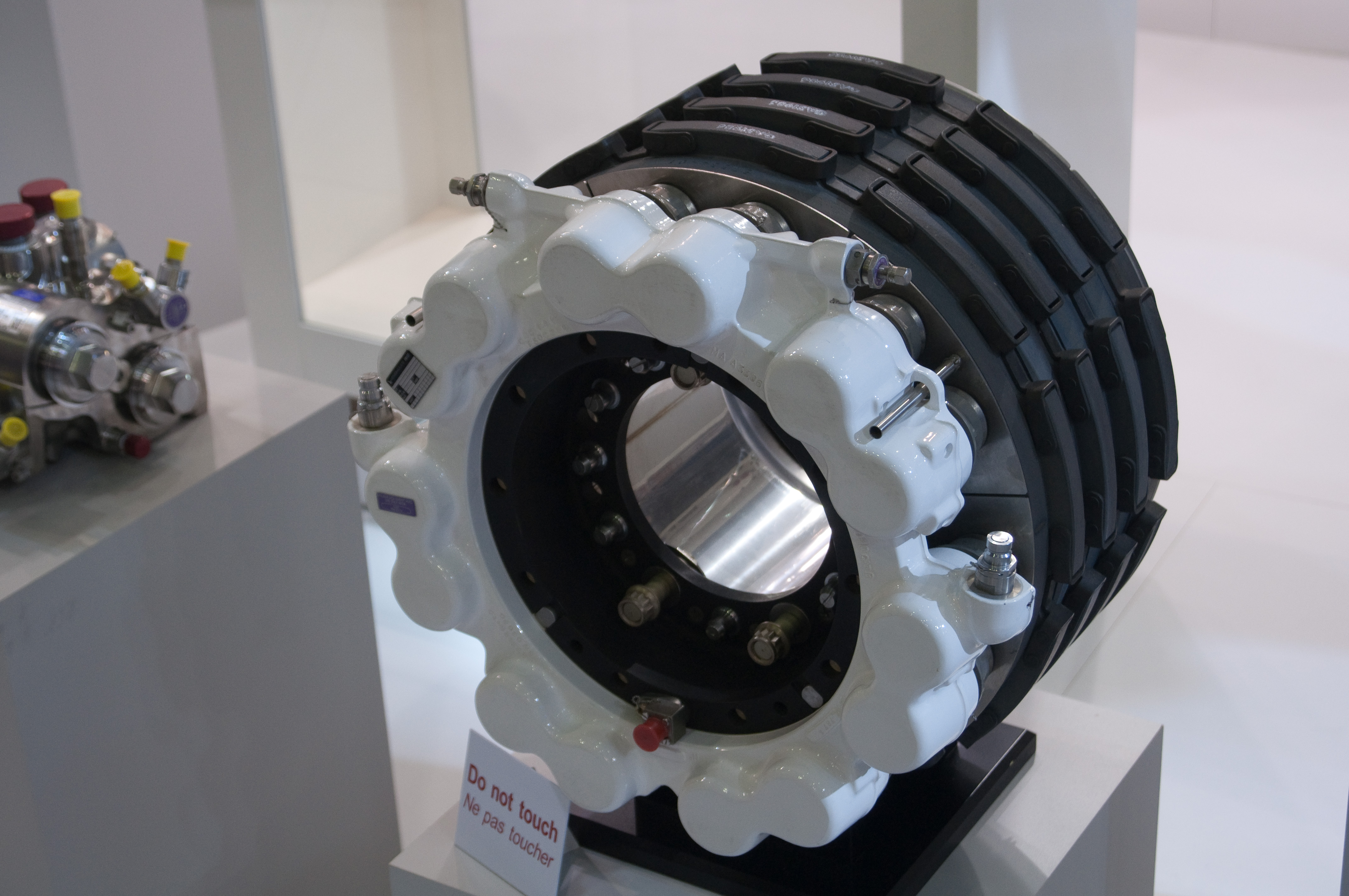
多板型ディスクブレーキ（A320)
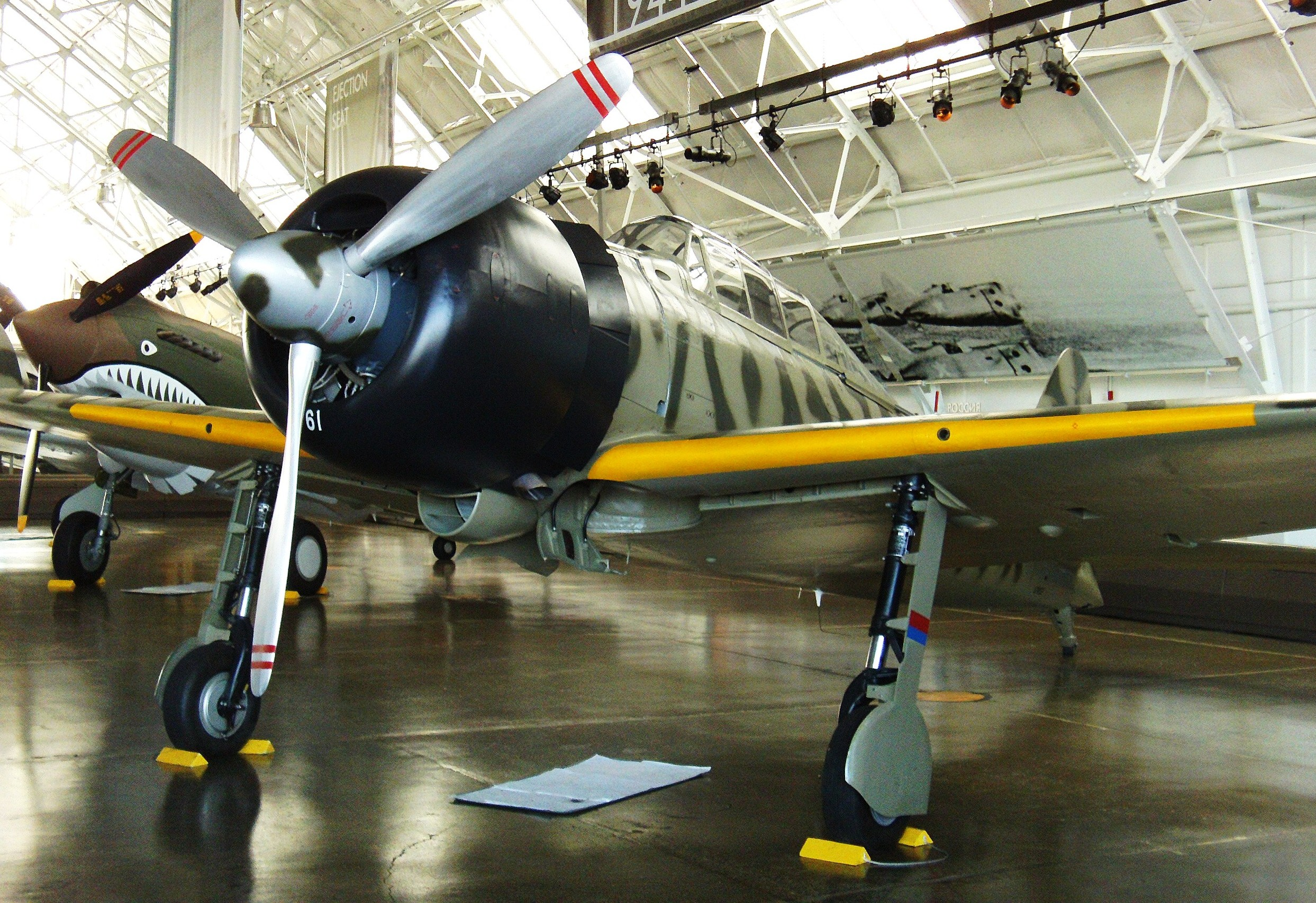
降着装置を下ろした状態。主翼の上から棒が飛び出している（零式艦上戦闘機）。

### シミーダンパー
航空機は、地上走行や離着陸時の際、緩衝装置による作動油の減衰作用が働く場合や、脚に対して車輪が複数あり、各々の車輪の回転速度が非対称の状態で、かつ進行方向を維持しようとする場合に、悪性の振動を発生する。この振動現象はシミー現象と称されており、このシミーを制動する装置がシミーダンパーである。シミーダンパーは、前輪式の場合は、前脚支柱の緩衝装置のシリンダーとピストンに装備され、尾輪式の場合は、尾輪にシミー防止装置が装備されており、両者とも、前脚の前輪又は尾輪の左右の急激な回転の動きに制限を加えることにより、緩衝装置による減衰作用が働く際の振動抑制や、左右の車輪の回転速度を一定の角速度差内で制限することで、振動の増幅を抑制している。また、シミーダンパーは、前輪又は尾輪が低速で左右に回転する場合においては、制限は受けず、地上走行でのステアリング操作には影響を受けない。シミーダンパーには、ピストン方式、ベーン方式の他に、前脚の操向装置内の油圧系統に内蔵された方式があり、この方式は、ステアリングとシミーダンパーの2つの機能を備えておりステア・ダンパと呼ばれている。

### 艦載機

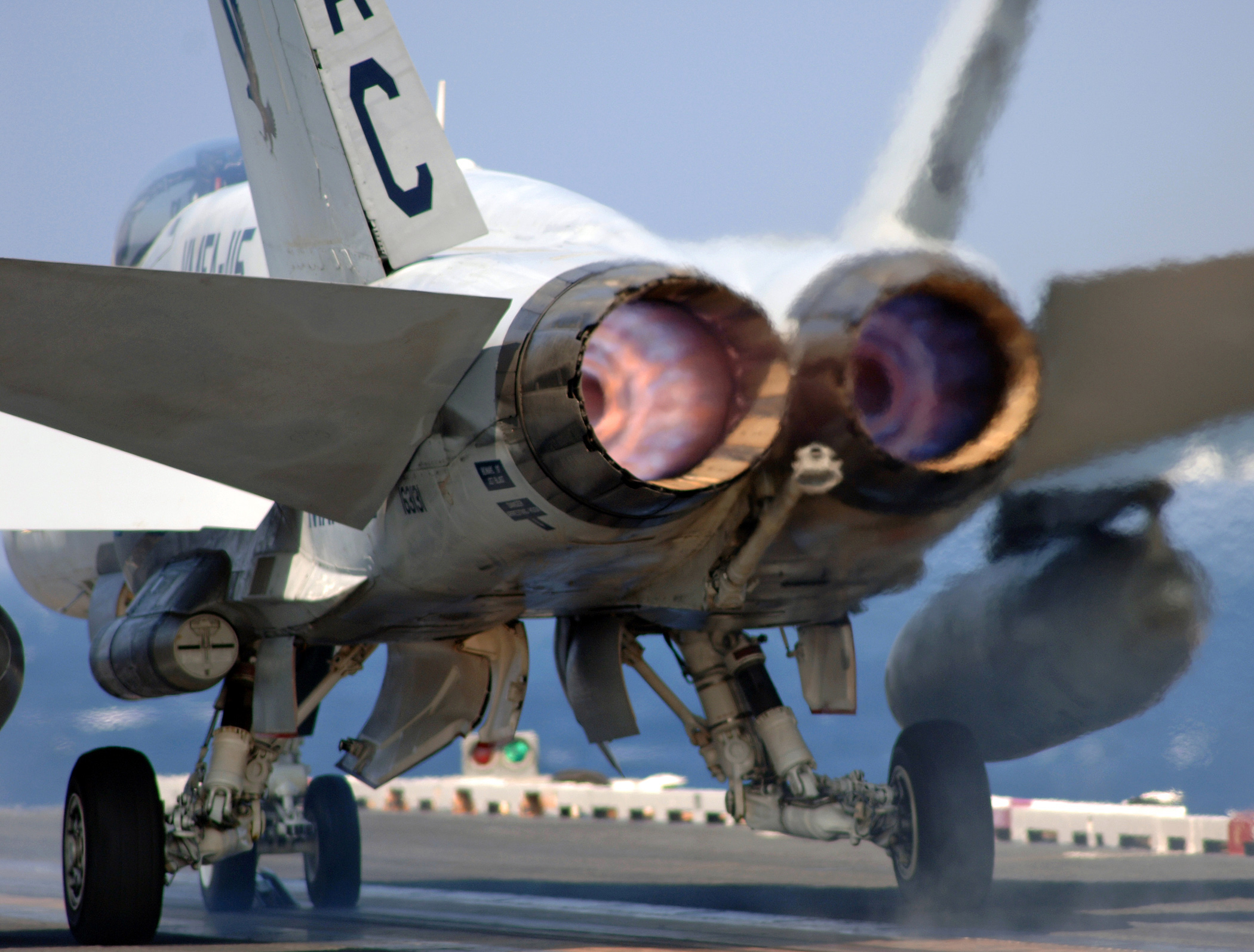
F/A-18の降着装置は着艦時の衝撃をより穏やかに吸収する目的で作動ストロークを拡大すべく、主脚途中にピボット（回転軸）を持つ。このため機体荷重(1G)が掛かっている主脚は大きく折れ曲がって見える

艦載機ではアレスティング・フックを用いアレスティング・ワイヤーによって急制動される際、数メートルの高さからほぼ垂直に甲板に叩き付けられる事になり、脚には自重の何倍もの衝撃が加わる。例えば自重20数トンの米グラマン社製のF-14 トムキャットが航空母艦に着艦する場合に加わる衝撃は、前脚で約 30 トン、主脚では約 80 トンになる。また、現代型のカタパルトを用いて発艦する艦載機では、射出に用いるカタパルトのシャトルと機体の接続は前脚に備えられたランチバーを使用しており、射出開始時の全荷重が前脚を曲げる向きに掛かる。艦載機でない陸上機でもアレスティング・フックを設けたものが多いが、これらはブレーキ故障時などの緊急用であり、毎着艦ごとにフックを使用する艦載機とは使用頻度が異なる。これらの理由により、艦載機の降着装置は陸上機よりも堅固な構造になっている（そもそも陸上基地ではアレスティング・フックを用いる場合においても完全に接地してから拘束をかけるため地面に"叩き付けられる"ことはない）。

## 歴史

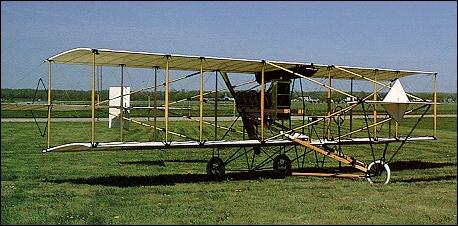
前輪式のカーチス陸上機(1911)

重航空機の黎明期、ジョージ・ケイリーが開発・製作して飛行に成功したグライダー群時代から、既に前輪式・尾輪式・ハングライダー＝人体式が試されている。
1903年に飛行した世界最初の飛行機としてよく知られるライト兄弟のライトフライヤーは、離陸時にはレールの上の台車に乗り、着陸にはソリを使った。1906年ヨーロッパで初めて飛行したのはサントス・デュモンの14bisであるが、その着陸脚は前輪式配置（ただし機首脚はソリ）であり、最古の前脚式機体となる。尾輪式降着装置が確立されたのは1908年のボアザン機あたりからである。その後も飛行機械の形態として様々なものが試されたが、それに伴い降着装置の形態・配置も多くの種類が試された。
しかし第一次世界大戦までには機体の構成が、「長い胴体の前半部に直交した主翼を付け、胴体最後部に水平尾翼と垂直尾翼を配置する」という機体構成になり、前述のような利点から尾輪式が一般的なものとなった。

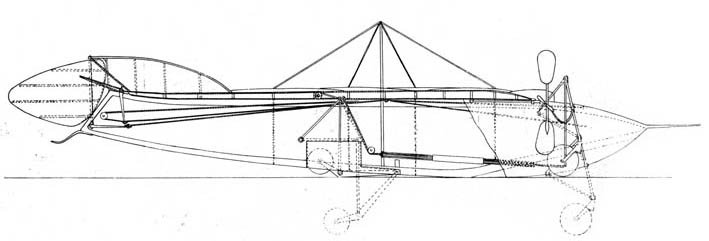
引き込み脚が描かれたペノーの設計図

引き込み脚のアイデア自体は、1876年フランスのアルフォンス・ペノーが計画した飛行機の設計に存在したが、ペノーの水陸両用単葉機はあまりにも先鋭的すぎ、実際に制作するための資金を集めることができなかった。1917年に試作された引き込み脚は部分的にしか収納されないもので、引き込み脚が一般的な機能になるのは1920年代から1930年代になってからだった。その頃までに航空機の能力は向上しており、引き込み脚の航空力学的利点が、重量の増加や機構の複雑化といった欠点を上回っていたのである。
1940年代になると、引き込み脚は当たり前の機構になっており、固定脚の機体は簡単なものや低速の機体に限られるようになった。この頃から、尾輪式に代わって前輪式の着陸脚を備えたものが現れはじめる。有名な例では、世界初の実用ジェット戦闘機メッサーシュミット Me262は、当初尾輪式として設計されていたが、開発途中で設計を変更し前輪式として完成した。引き込み脚が標準設計になると尾輪式・前輪式にかかわらず脚は複雑な機構であることが前提となり、同時にジェット化によって大きなプロペラ直径のための地上高も不要になった事で、尾輪式の利点はあまりなくなった。第二次世界大戦が終わって暫くした頃には、ジェット機に限らずほとんどの機体が前輪式の着陸脚を備えるようになった。

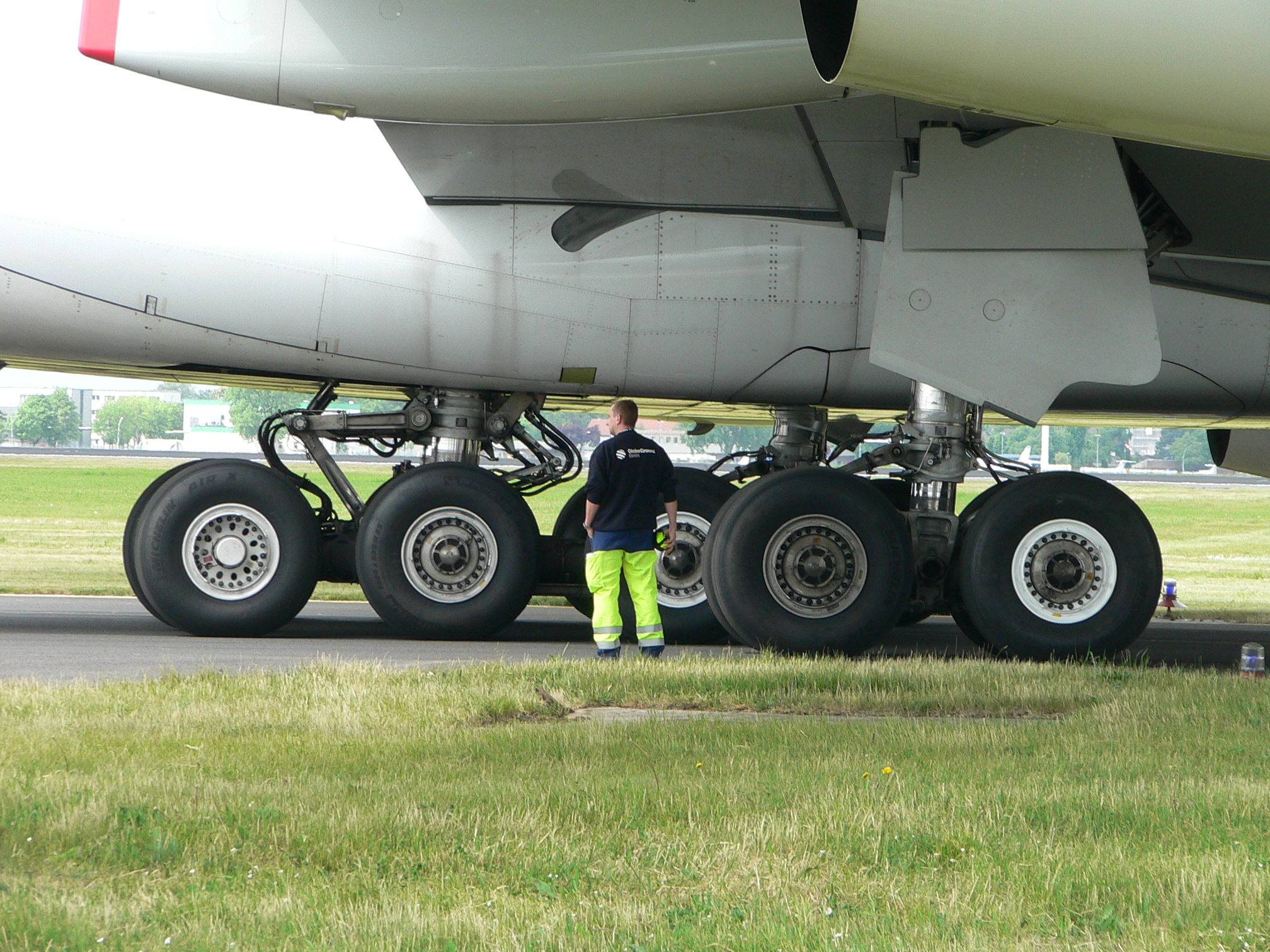
エアバスA380の主脚。中央に立つ人物の右に見えるのが4輪ボギーの主翼主脚、奥に見えるのが6輪ボギーの胴体主脚

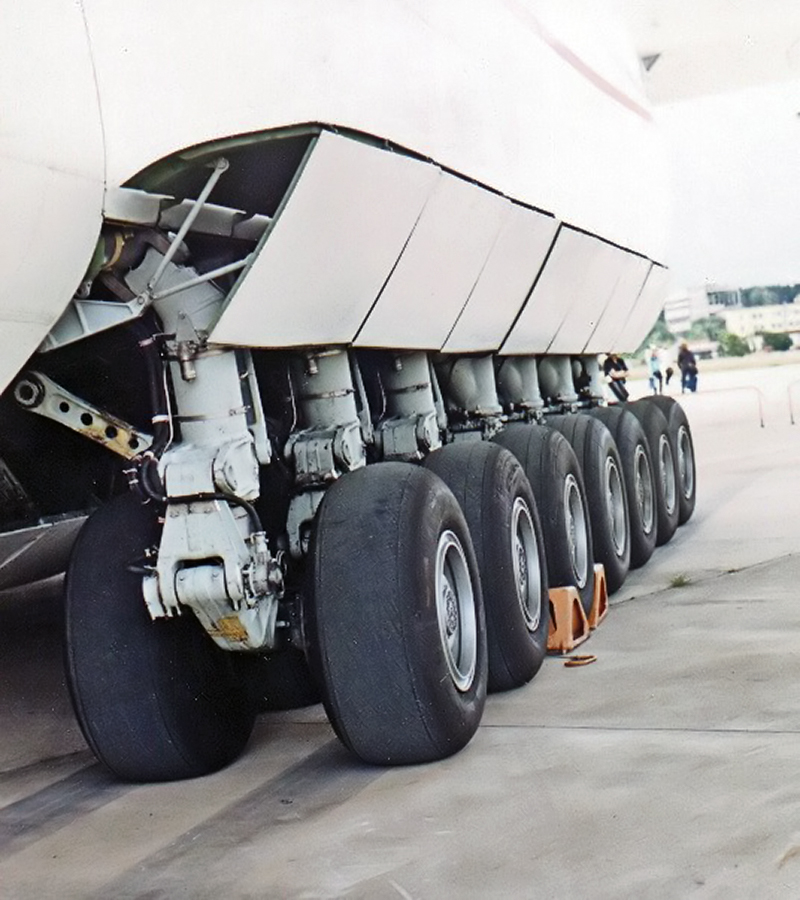
An-225の左側主脚

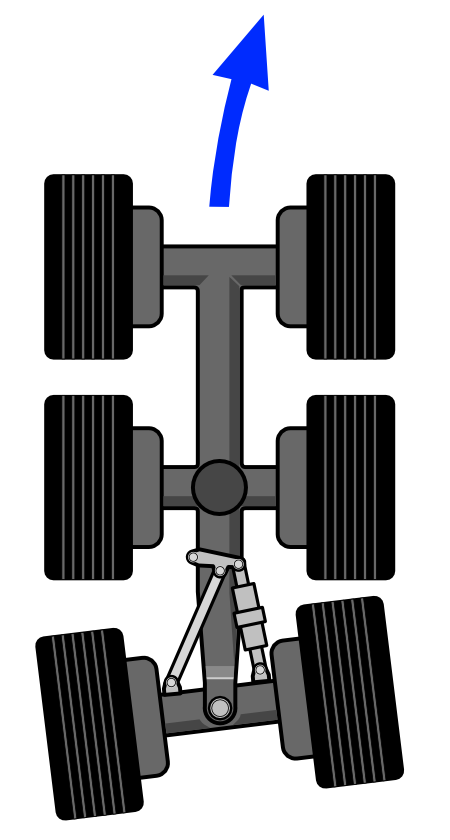
操舵機構を持つボーイング777の主脚

航空機はしだいに大型化してゆき、重くなる重量を支えるためにより多くの車輪が必要になった。車輪の取り付け部はボギー化し、ボーイング747のような大型旅客機では主脚がそれぞれの脚柱あたり2本では足らず、左右翼下の主翼主脚と胴体左右の胴体主脚の4本の脚柱になった。ボーイング747では4本の主脚は4輪ボギーだったが、さらに大型のエアバスA380では6輪ボギーと4輪ボギーの組み合わせになり、主脚だけで20本、前脚も合わせると22本のタイヤを備えている。このように大型化した主脚の格納庫は人が入れるくらいの大きさがあり、しばしば密航者の隠れ場所として利用される。しかしながら、このような大型機はエベレストよりも高い高度10000メートル以上を飛ぶことが多く、ほとんどの場合、凍死か窒息死という結果に終わっている。また運良く生き延びられたとしても、昨今の空港内外の厳しい警備状況により、無事空港外に出られることは稀である。
大型の機体になると前脚から主脚までの距離が大きく、前脚のステアリング機能だけでは地上での回転半径が大きくなりすぎたり、主脚の車輪に横方向の力が加わってしまうので、ボーイング747の2本の胴体主脚や、ボーイング777の各主脚の最後列車輪のように前脚に同調したステアリング機能をもっている場合もある。

## 形態
降着装置には尾輪式・前輪式以外にも用途・形態に様々なバリエーションがある。

### 雪上用
雪の上の離着陸用に、スキーをはいた機体もある。最初から雪上用として設計された航空機は無く、基本的にすべて降着装置を取り替えただけのものである。そのため、基本的な構成は地上用着陸脚の「車輪」を「スキー」に変えたものと考えて良い。ただし、スキーを設置すると車輪より大きくなるため、引き込み式の車輪をスキーにした場合、引き込み機能が失われる事がある。
降着装置を変更した機体としては、北極や南極での利用を想定したロッキード LC-130などがある。
雪上に着陸するヘリコプターでは接地面積を稼ぐためスキッドやタイヤにかんじきを取り付けることもある。

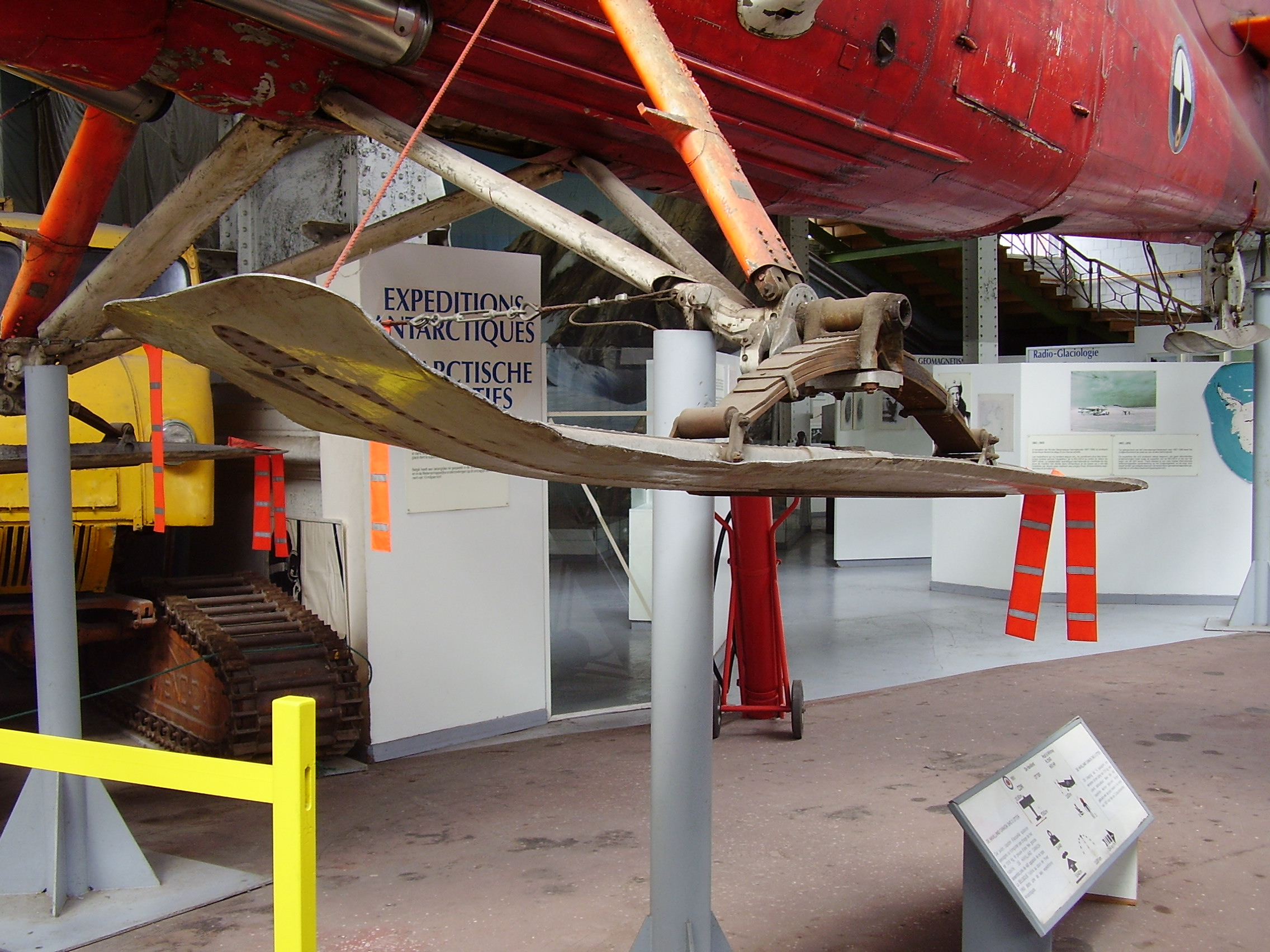
スキー式降着装置
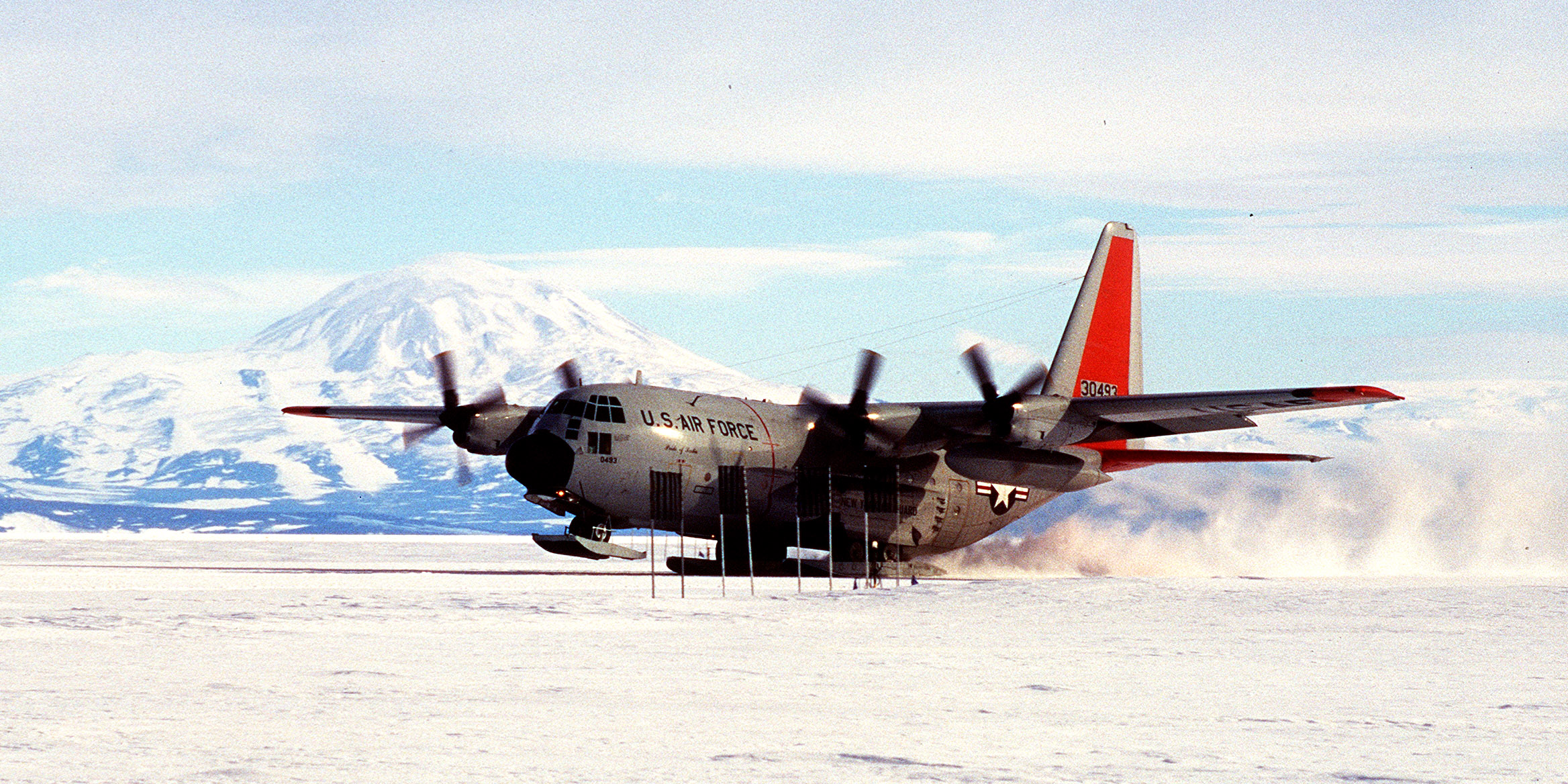
南極のマクマード基地に着陸するLC-130
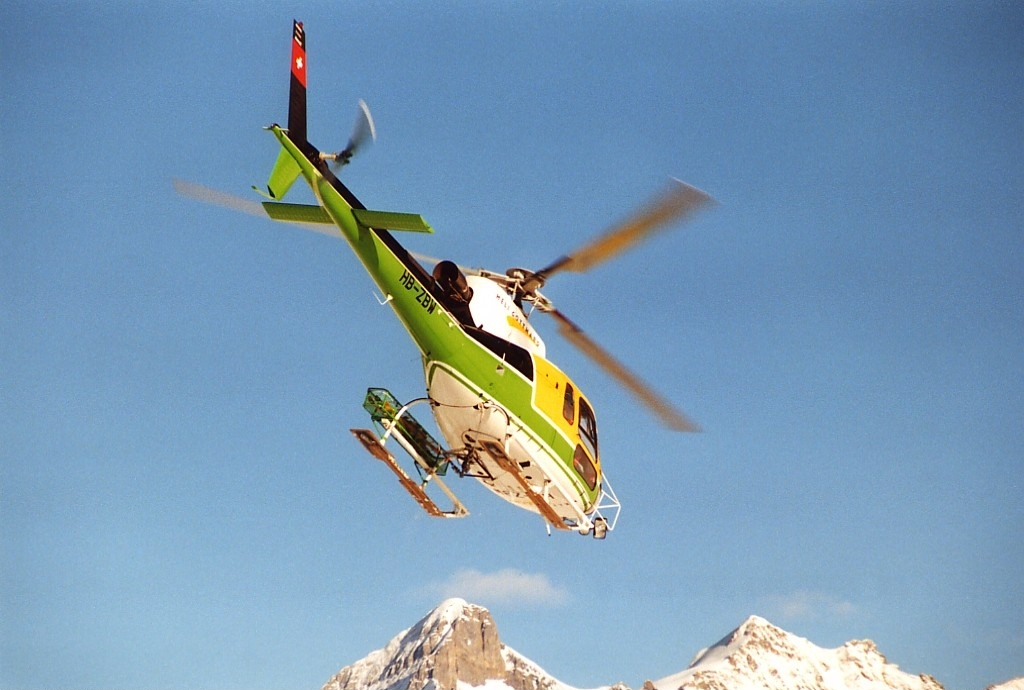
スキッドにかんじきを追加したAS350B
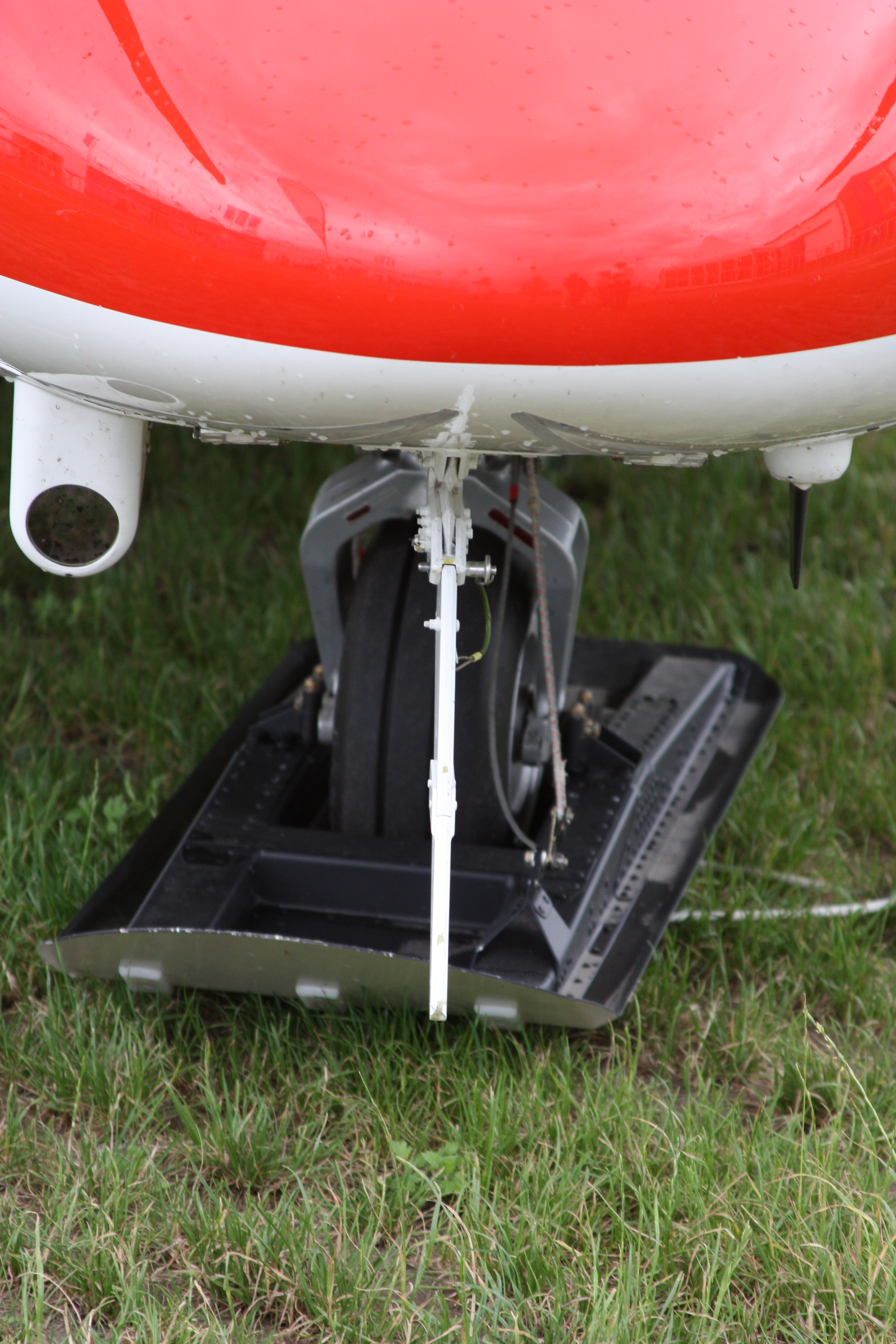
タイヤにかんじきを取り付けたアグスタ A109

### 水上用
機体下部全体を艇の一部とし浮力を得る飛行艇と、機体とは別のフロートによって浮力を得るフロート水上機がある。フロート水上機には、左右にフロートを配置する双フロート型と、機体直下に1つの主フロートをもち、左右に小型フロートを配置する単フロート型がある。飛行艇は水陸両用機として陸上用降着装置も同時に持つことがあるが、その機構は通常の着陸脚と同じである。フロート機の場合、多くは陸上機の降着装置をフロートに取り替えたものである。ただし、水上機のフロートは空気抵抗の軽減を狙って機体と平行に取り付けられるため、もとが尾輪式の機体であっても水上機では前輪式のような水平の姿勢になる。
フロートも艇体も前面形は通常の船舶と概ね相似形である。しかし側面形を見てみると、艇形の中程の段差とはね上げた後部を持った独特の形状にして離水を容易にしている事が多い。また、水自体が衝撃を吸収する役目を担ってくれるので、着陸脚の代わりにフロートを取り付けた場合でも油圧ダンパーなどの緩衝装置は特に装備されないのが普通である。
地上では機体を支持できるが、着陸には使えない『ビーチングギア（beaching gear）』を搭載した機体もある。この場合は離着陸は水上に限定され、地上とはスロープで行き来することになる。地上では陸上機と同じように取り回しができ、通常の降着装置よりも軽量となるため飛行艇に利用されていたが、エンジンの高出力化や素材の進化により採用されなくなった。
フロートは水上での浮力を得るために容積が大きくなっているので、引き込み式にしたものは一部の試作機を除いて存在しない。紫雲は翼端の補助フロートの一部を気嚢式とし、飛行中は空気を抜いて内側に密着させる半引き込式としていた。また緊急時には機体下部の主フロートを切り離す機構も搭載していた。
試作水上ジェット戦闘機XF2Y-1 (航空機)は、引き込み可能な水上橇を降着装置として装備していた。

### 空中収容用

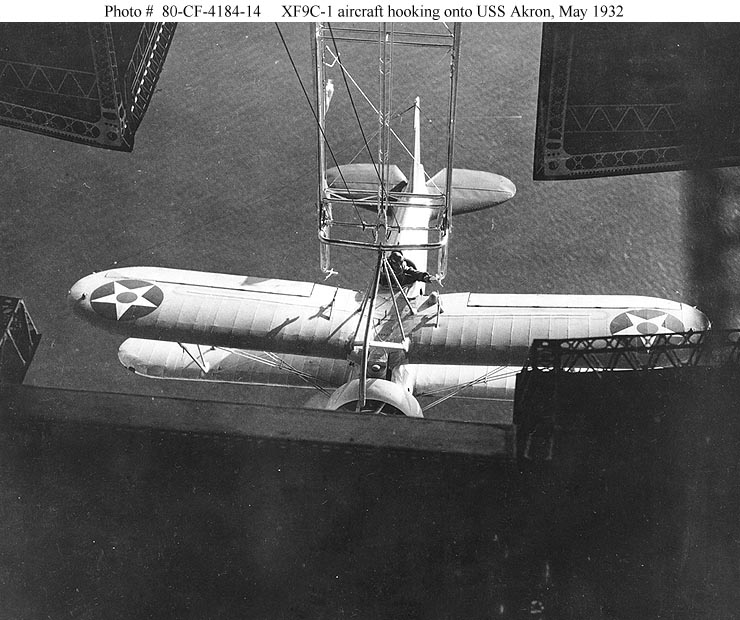
USSアクロンに空中着艦したスパローホーク

航空母艦ではなく空中母艦に「離着艦」するための機能が付与されている機体もある。カーチスF9C-2スパローホークは機体がコンパクトであることから、米海軍の硬式飛行船USSアクロン級の偵察兼護衛用搭載戦闘機として選定された。普段は飛行船内部に格納されており、敵機が近づいてくると母艦から発進、戦闘後また母艦に着艦するのである。このため、機体上部に装備したフックを飛行船側のトラピーズ（空中ブランコ）と呼ばれる係留装置に引っかけておき、トラピーズが船体外部に展開して発進、作戦後は船体から突き出たトラピーズに再度フックを引っかけ、トラピーズが収容されることで着艦、というシステムが作り出されて運用された。スパローホークは元々陸上機なので通常の着陸脚も持っているが、後には脚を取り外して燃料タンクを装備した機体も試験された。このときには唯一の降着装置がフックだった。
このような形態の戦闘機『パラサイト・ファイター』は研究が続けられ、同様のコンセプトがジェット機の時代になっても試行されている。マクドネルXF-85ゴブリンは戦略爆撃機コンベアB-36を護衛するため爆弾槽内に収容されるジェット戦闘機として設計された。発進と収容はスパローホークと同じく、母機のトラピーズと機首上部のフックを使用した。スパローホークと異なるのは最初から専用機として設計されている点で、そのため初めからフック以外の降着装置を持っていない。また、スパローホークと異なる別の重要な点として、通算7回の試験飛行において母機への着艦には成功したのはわずか3回という結果を受けて、ついに実用化されずに終わったという点がある。その後、収容機体をゴブリンからリパブリックF-84に変更して試験した際には、見事トラピーズからの発進・収容に成功し、短期間ではあるが部隊運用されている。
アメリカでは着陸は地上滑走路に行うも、母機に搭載して空中発進する事を前提としたXプレーンなど一連の実験機・記録機・研究機群が存在した。
また、母艦が航空機ではなく海上艦ではあるが、BAeハリアーもガントリーにぶら下げられた状態で艦載する運用法が研究されていた。そのガントリーはジャイロスタビライザーにより、どれだけ母艦が揺れてもハリアー背部との連結部は空中に静止できるように設計されており、ガントリーから直接発進した機体は、帰還するとホバリングしてまたガントリーにぶら下がる。安価な小型艦から固定翼機を運用可能とする目的で考案されたが、実用化はされていない。

### タンデム式
通常は左右にある主脚柱が、機体中心線下に一本だけあり、機首または尾部の車輪と併せて自転車様の配置となっているものをいう。これは厳密に言えばそれぞれ前輪式・尾輪式のバリエーションととれない事も無いが、前後の車輪が同サイズになっておりどちらも主脚といえる物もある。地上において左右の傾きを支持するために、通常左右翼下にアウトリガーとも呼ばれる補助車輪が降りるようになっている。
1950年代において様々なタンデム式降着装置がロッキードU-2、ミャスィーシチェフM-4、ミャスィーシチェフM-50、ヤコブレフYak-25、ヤコブレフYak-28、シュド・ウェストボートゥール、ボーイングB-47など多くの軍用機、グライダーの民用機で採用された。これらの航空機に共通しているのは、胴体と翼が細く、全幅が（しばしば非常に）大きいことである。理由は高々度性能や高速性能の追求などそれぞれ異なるが、その胴体の細さと全幅の広さのために、左右の安定性を保てるだけの幅をおいた主脚を胴体に収納することが不可能になった。そのため横安定はアウトリガーに任せ、主脚は一本だけになったのである。ロッキードU-2は離陸時のみアウトリガーを使用し、浮揚した時点でアウトリガーは自重で嵌合が外れ地上に残る。着陸はアウトリガー無しで行なわれ、着陸滑走の終末には左右いずれかの翼端が接地し機体は若干の転回を伴って停止する。このためU-2は滑走路幅が広い基地で運用された。
BAeハリアーもアウトリガー付きのタンデム式を採用しているが、この機は少し事情が異なる。この機体はむしろ太い胴体と狭い全幅を持っているが、垂直離着陸をするために胴体側面の4つのノズルから下方に向かってジェット噴流が噴射される。燃焼室を経た後部ノズルはいうまでもなく、燃焼ガスを含まない前部ノズルからの噴流も断熱圧縮によってかなりの高熱になるため、胴体から横に張り出した左右主脚を配置できなかったのである。ハリアーと似ているといわれるヤコブレフYak-38は、側面に位置している偏向ノズルは後方だけなので、噴流の影響のないノズル前方胴体中央部に左右主脚を置くことができた。
タンデム式の変形がボーイングB-52にも使われており、機体下部に複列タンデムに並んだ4つの主脚と翼端を支えるアウトリガーを備えている。B-52の主脚はそれぞれがステアリング可能だという点で特徴的である。これにより主脚は風上を向いた機首方向とは別に滑走路に沿って向きを合わせることができ、横風着陸（横向きに進入することからクラブランディング"crab landing"と呼ばれている）を容易にしている。
グライダーは基本的にタンデム式であり静止時には翼端が地面と接触する。基本的に草地で運用し揚抗比が大きいため牽引を始めると短時間で翼端が地面から離れることから通常の使用では破損しない。舗装路面で運用できるように主翼端に小さな補助輪を付けた機種もある。補助輪が無い機体では運搬時に翼や尾翼を支える車輪を取り付けることもある。

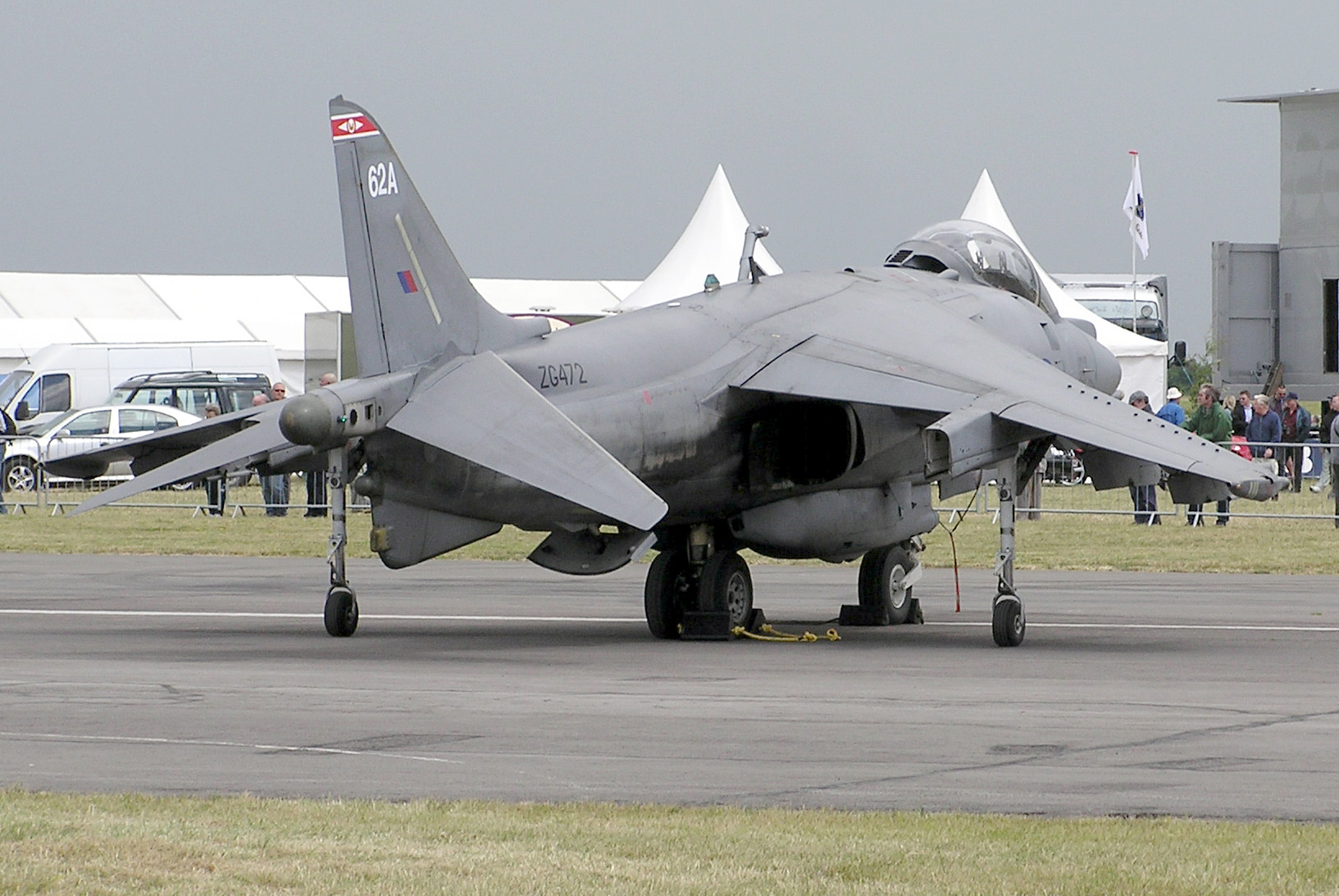
ハリアーのタンデム式着陸脚。左右翼下からアウトリガーが1本ずつ出ている
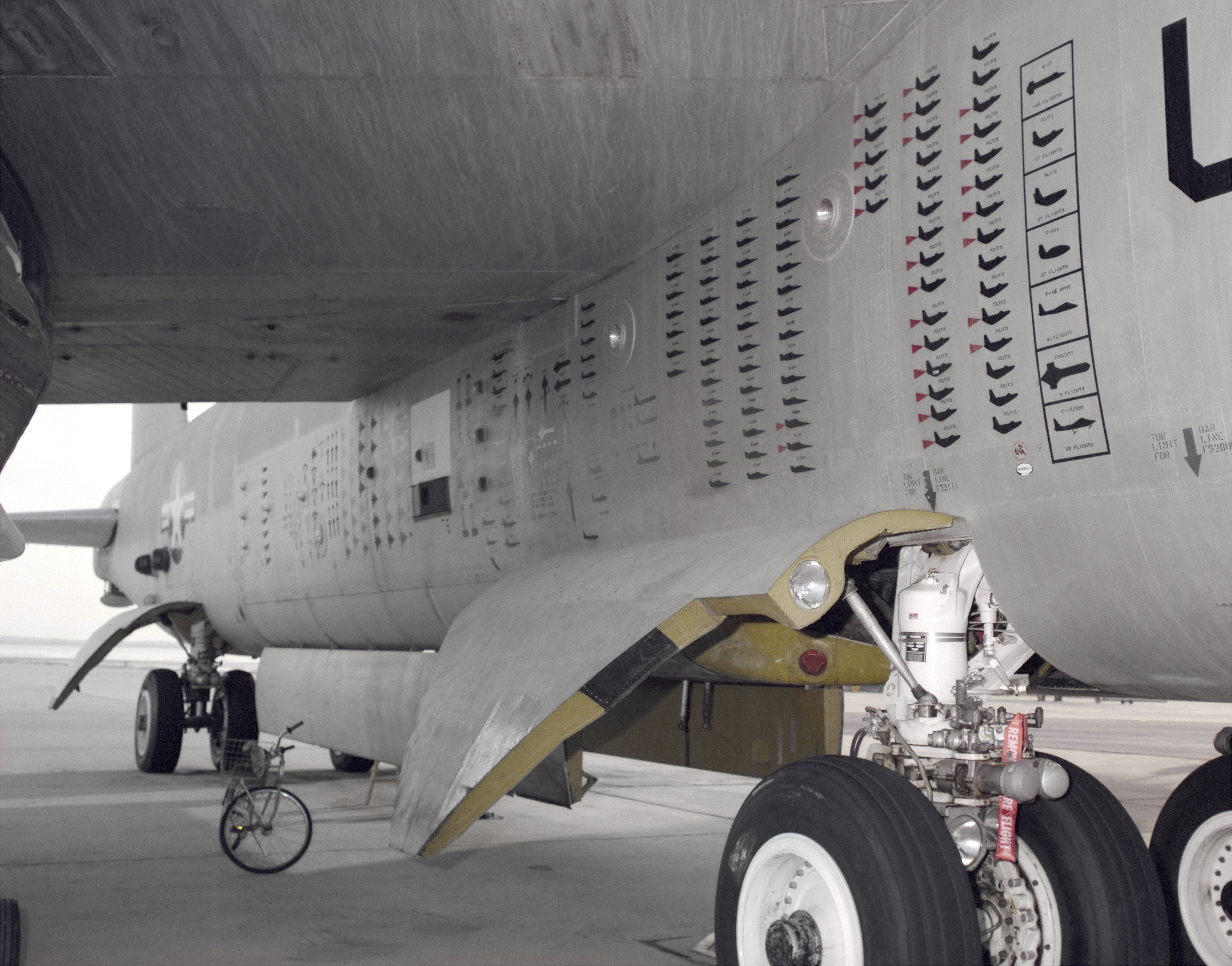
ボーイングB-52の降着装置。前方右主脚から後方右主脚を望む
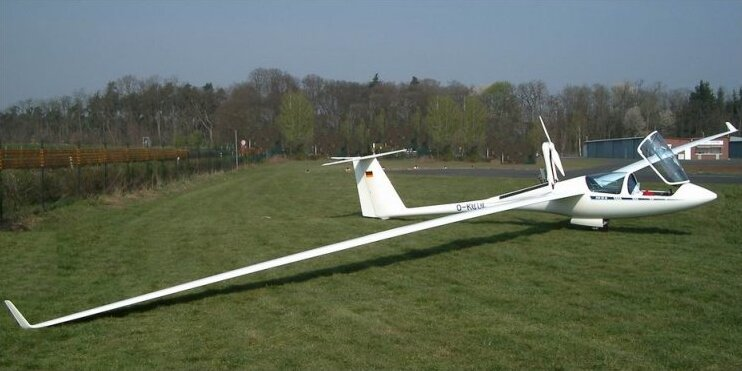
翼端が地面と接触したグライダー
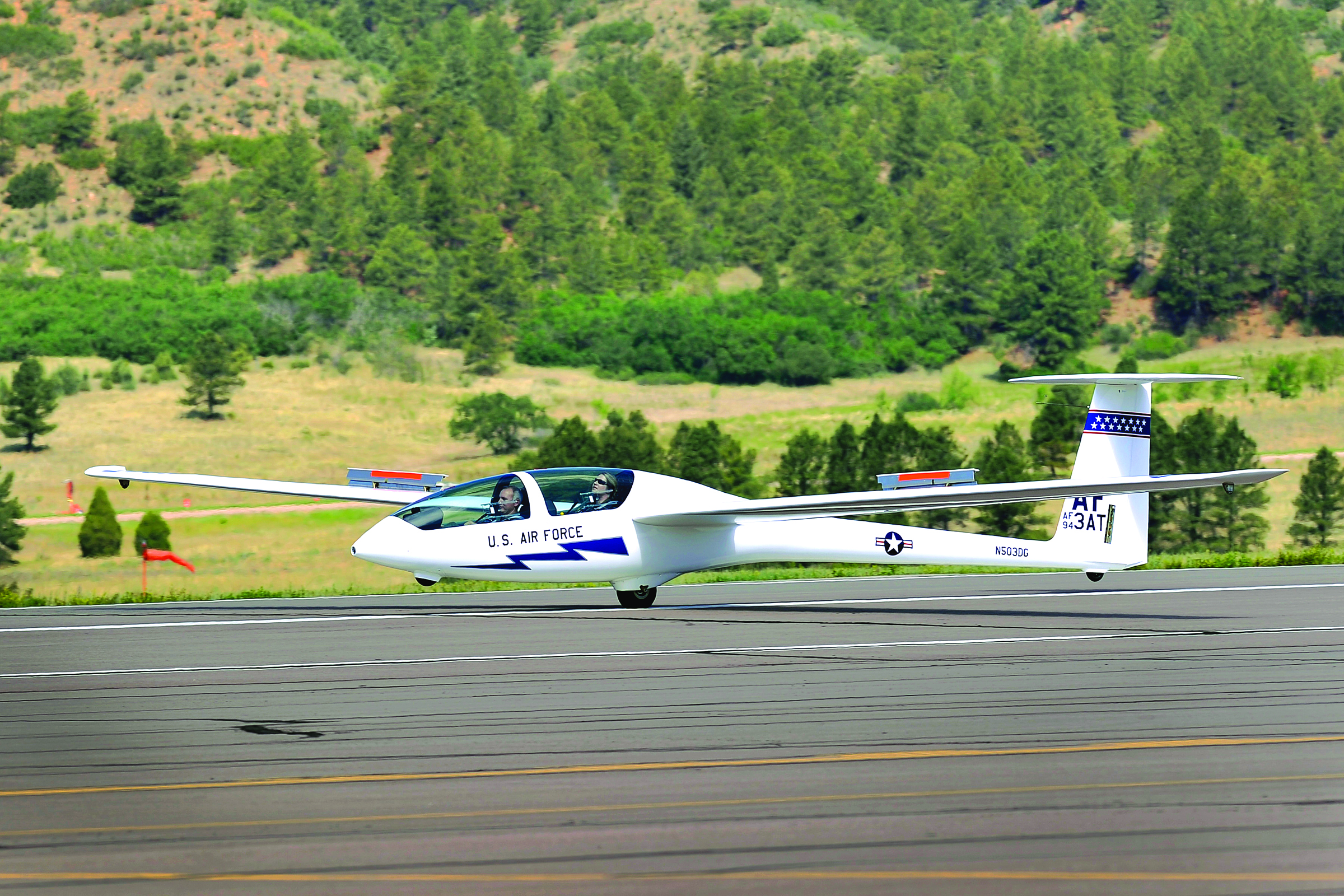
主翼端に補助輪を付けたTG-16
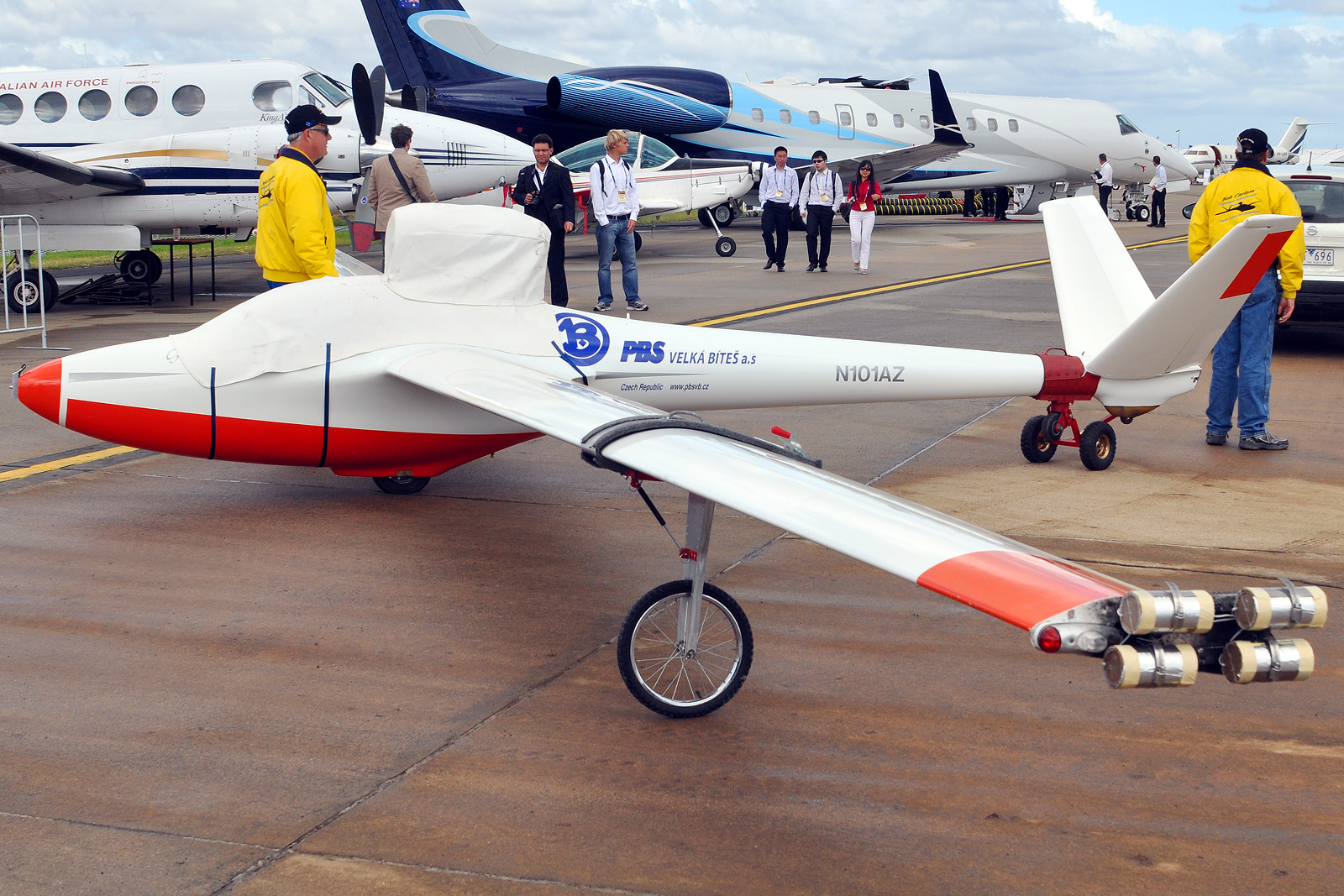
翼と尾翼を支える車輪を取り付けたモーターグライダー

### 投棄式

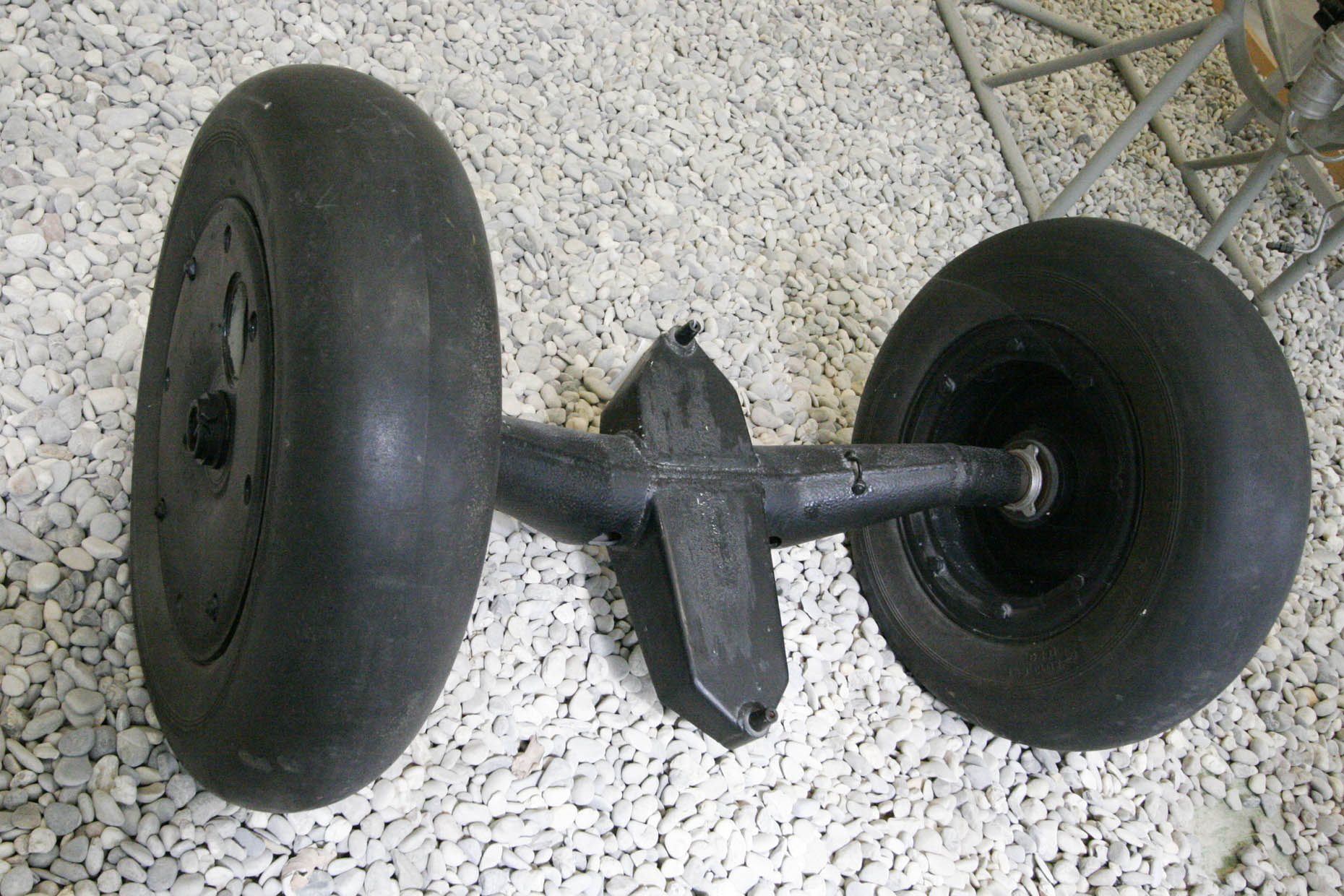
Me 163の投棄式主輪

引き込み機能が持つ複雑さ・重量・収容空間が無くなる、空気抵抗となる突起が無くなる、飛行中の余分な重量を減少できるなどのメリットから、離陸後に車輪を投棄する航空機もあった。この場合、着陸は橇かそれに類した簡単な機構で行う。歴史上の実例としては、特定の機体では白鳥号による大西洋無着陸横断飛行挑戦や、ミス・ビードル号の太平洋無着陸飛行挑戦における例があり、そのように設計・量産されたものに、ロケット戦闘機のメッサーシュミットMe 163や、大型輸送グライダーメッサーシュミットMe 321がある。また、日本では第2次大戦末期に特攻専用機（キ115剣）が設計・量産されたことがあったが、これも製作工程の簡易化と「どうせ着陸は必要ない」との思想の元、投棄式の着陸脚が装備されていた。幸いなことに、運用が実施される前に終戦を迎えた。
偵察機である紫雲には戦闘機に襲撃されるなどの緊急時に素早く離脱するため、空気抵抗の大きい胴体下の主フロートを切り離す機構を搭載していた（投下した場合には胴体着水となる）。

#### 半投棄式
車輪を全て投棄するのではなく、一部を残す形態も存在する。未成に終わった超大型爆撃機「富嶽」は、燃料と爆弾を使い果たして身軽になった着陸時の機体重量を支えるだけの車輪を残して、離陸直後に脚の一部を投棄することが計画されていた。地上で燃料と弾薬を補給する際に、離陸時に投棄される追加の車輪も取り付けることとなっていた。
前述のロッキードU-2が行なうアウトリガーを地上に残して離陸する方法も半投棄式と呼ぶことができる。

### テイルシッター式
VTOL機の形態が様々に研究されていた頃、地上姿勢でも機体を上向きにしておき、推力の全てを下方に向けて垂直離着陸する方法が検討されていた。この方式は尾部を下にして駐機することからテイルシッター（Tail sitter）と呼ばれている。
形態としては、機体最後部に対称に配置された尾翼を持ち、そこに小型車輪を先端につけた着陸脚を設置していることが多い。離着陸の際には下方への推力が常に働いている状態が前提なので、脚は自重を支えるだけで十分であることから比較的華奢である。この方式の最初のものは第2次世界大戦末期のフォッケウルフトリープフリューゲルだが、本機は机上プランで終わっている。その後、米軍のコンベアXFYポゴや、ロッキードXFV、フランスのコレオプテールなどのテイルシッター実験機が実際に製作された。しかし着陸時に機体が鉛直となることから操縦は非常に難しく、通常飛行時の水平姿勢との遷移も困難であり、有人機では実用化されたものはない。ただ、21世紀に入ってから、フライバイワイヤによる自動飛行制御技術の進歩を受けて、有人機に比べ安全性のハードルが低い無人機（UAV）では簡素な機構で垂直離着陸と高速飛行性能を両立可能なテイルシッターが注目されてきている。スウィフト020は着陸時に機体を安定させるための補助脚を備えており、飛行中には折りたたむことが出来る。
無人多段ローンチ・ヴィークルであり、ドラゴン2有人対応仕様（クルードラゴン）などの打ち上げにも使われる、ファルコン9系の一段目（ファルコンヘビーのサイドブースターを含む）の、テイルシッター式ソフトランディング回収が実用化している。

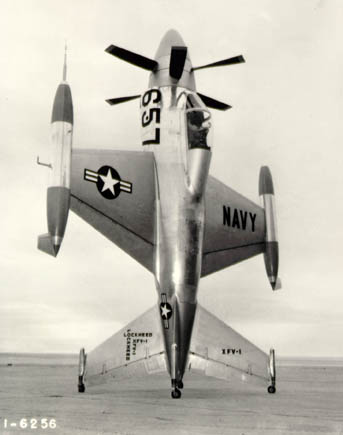
XFV-1
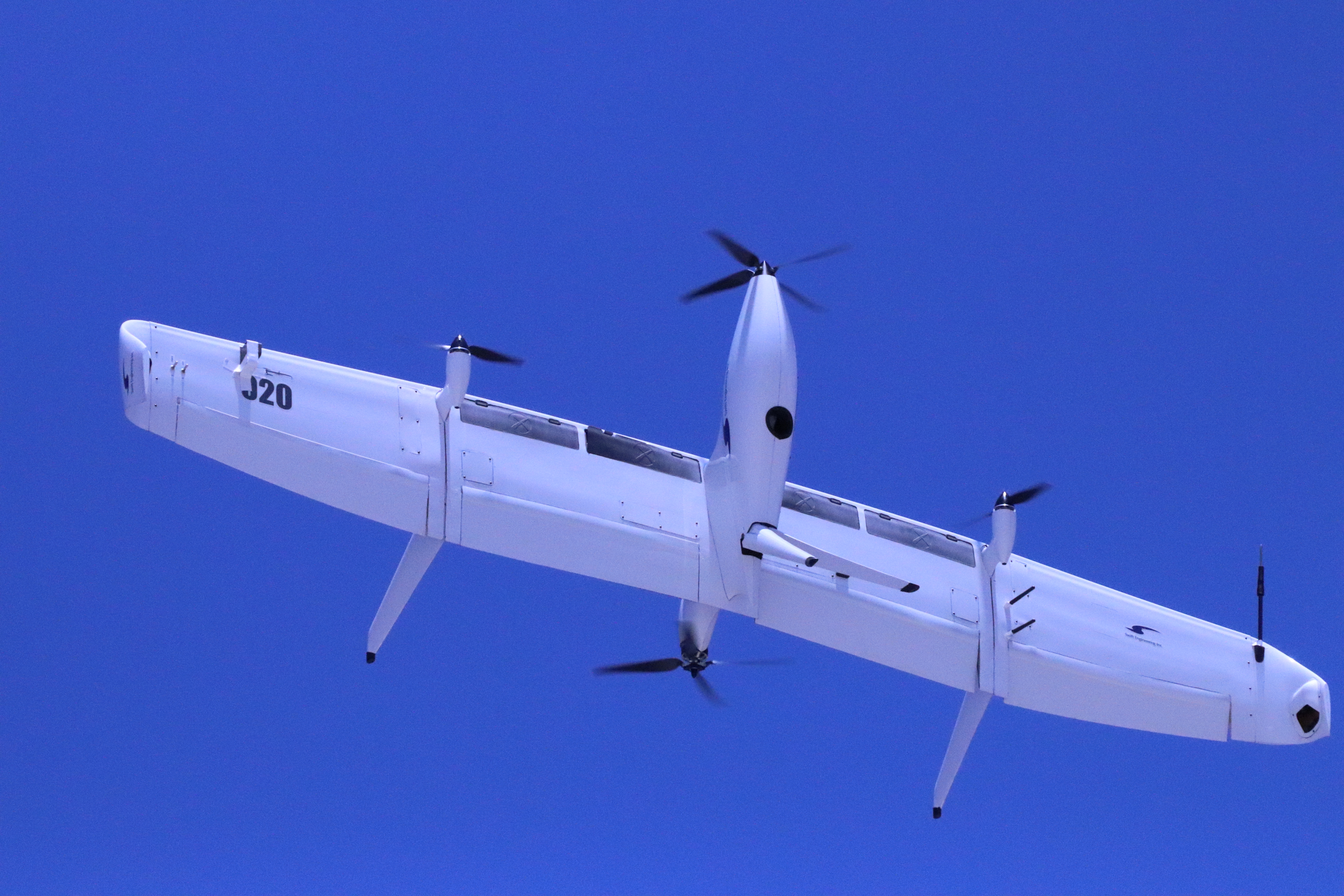
機首を上に向け着陸用の補助脚を出したスウィフト020

### 無限軌道式

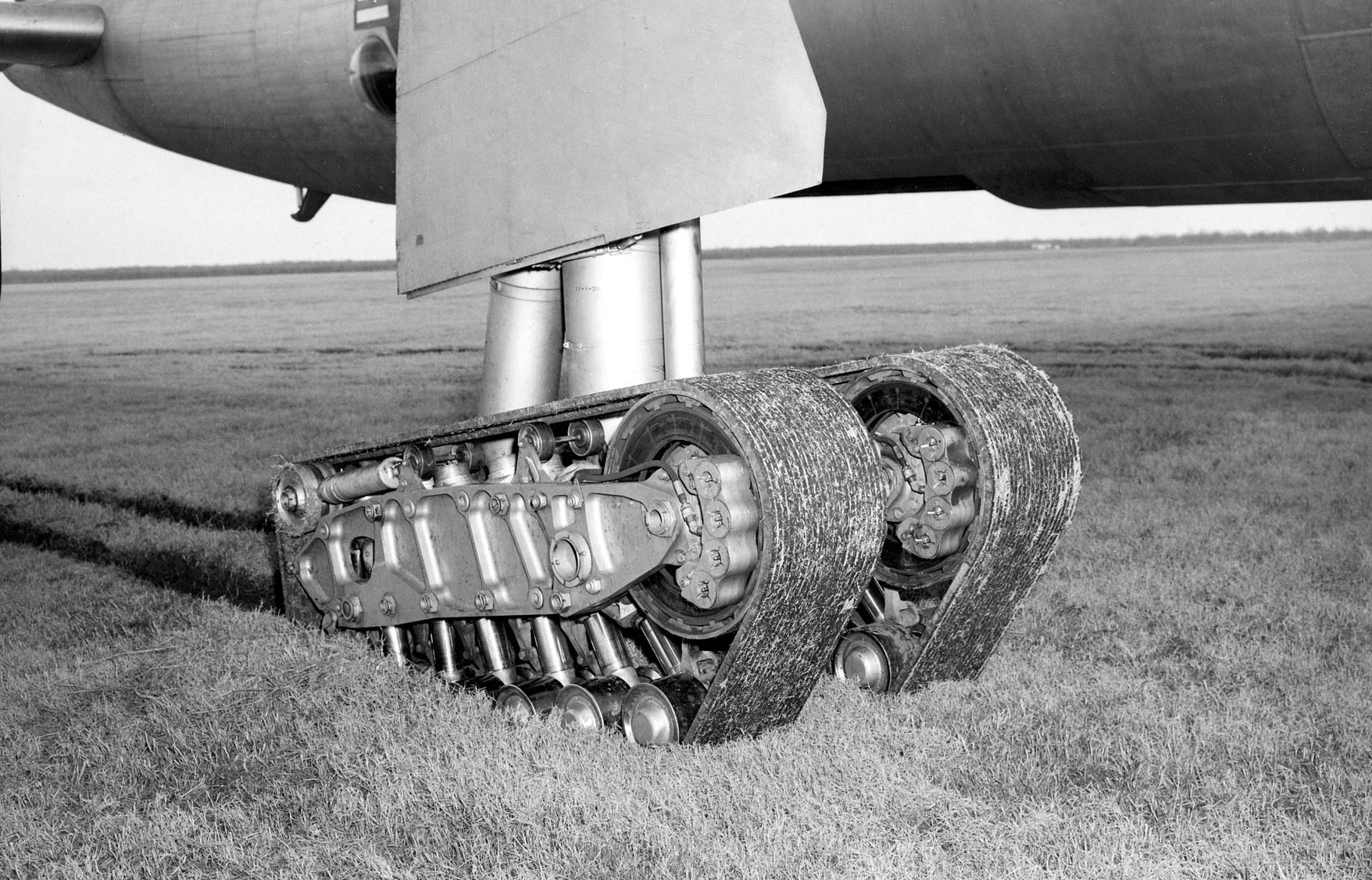
XB-36の主脚に取り付けられた無限軌道

第二次世界大戦後、冷戦を背景とした軍拡競争の中で爆撃機のサイズが急速に増大してきた際、その過大な重量によって整備されていない前線滑走路での運用に問題が出てくる可能性があった。そこで、タイヤに比べてはるかに接地面積が大きく、地面への接地圧が低減される無限軌道（キャタピラ）の降着装置への転用が考案され、フェアチャイルド C-82、ボーイング B-50、コンベア XB-36などでテストが行われた。
これらの試験機に装着された無限軌道は多数の転輪と遊動輪をもつが、動力は伝達されないので起動輪は存在しない。履帯はゴム製で、ファイアストンやグッドイヤーなどのタイヤメーカーが製作した。
試験の結果、当初の目的である接地圧の低減については予想通りの結果が得られた。しかし無限軌道式の降着装置は通常のタイヤ式に比べてはるかに複雑な機構をもち、そのため単に重くなるだけではなく、嵩高いものになってしまった。引き込み式にできないほど大型のものになっては爆撃機の降着装置としては用をなさず、実用化はされずに終わった。

### ホバークラフト

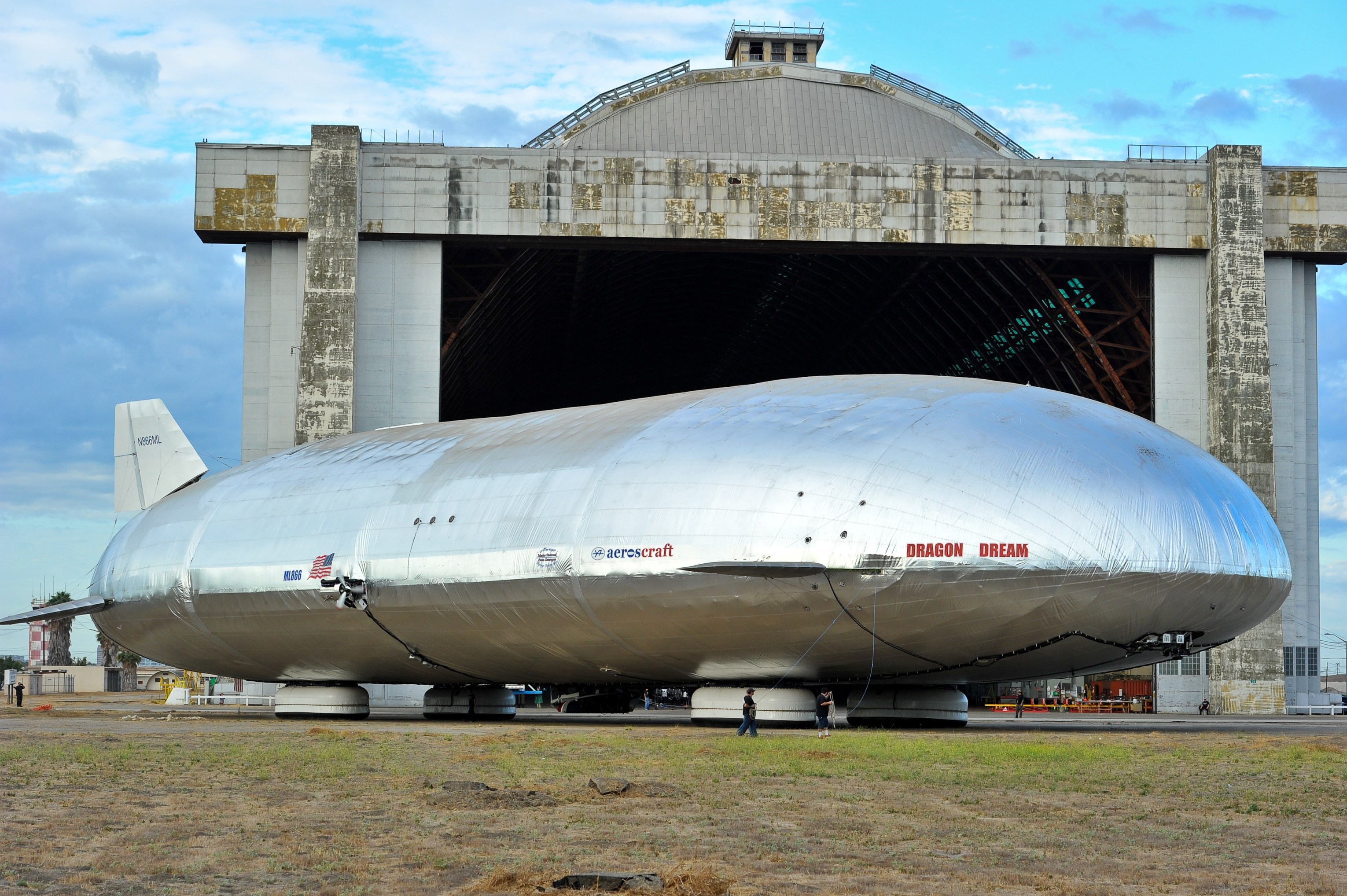
試験中のドラゴンドリーム。地上と接触している膨らみが降着装置

ワールドワイド・エアロス社 (en) が開発中のハイブリッド飛行船エアロスクラフトは機体下部にホバークラフト式の降着装置を備える予定であり、試作機のドラゴンドリームで地上滑走の試験に成功した。

### 人体
ハンググライダー・パラグライダー及びそれに推進器を追加した物、ロケットパックやジェットパックなどの背負い式リフトエンジン飛行装置など、人間が機体を担いで離着陸する航空機は降着装置を操縦・搭乗者が勤める。緩衝装置の無い簡素な降着装置を別途設ける場合もある。人間の脚で衝撃を吸収するためには機体が軽い、低速、地面が柔らかいなどの条件を必要とする。脚による離着陸は「フットランチ」と呼ばれ、日本ではハンググライダーやパラグライダーと超軽量動力機との線引きとなる。
ハンググライダーは揚力が足りず離陸に失敗して足を出す前に地面に接触すると、ベースバー（手で掴む水平の棒）を支点にグライダーの前方が地面に突き刺さることがある。このような事故を防ぐため、ベースバーにセーフティーホイールと呼ばれる車輪を取り付けると、地面に接触してもセーフティーホイールが回転し前方に進むことで突き刺さることがなくなる。降着装置ではなく安全装置として扱われ、必須ではないが多く使われている。軽量なプラスチック製円盤や衝撃を吸収するゴムタイヤなど様々なタイプがある。
ウイングスーツ・ジェットウイングスーツなどでは、高所から人力で飛び出す事により飛行開始し、パラシュートで減速した上で、最終的に操縦・搭乗者の肉体で着陸する事が多い。

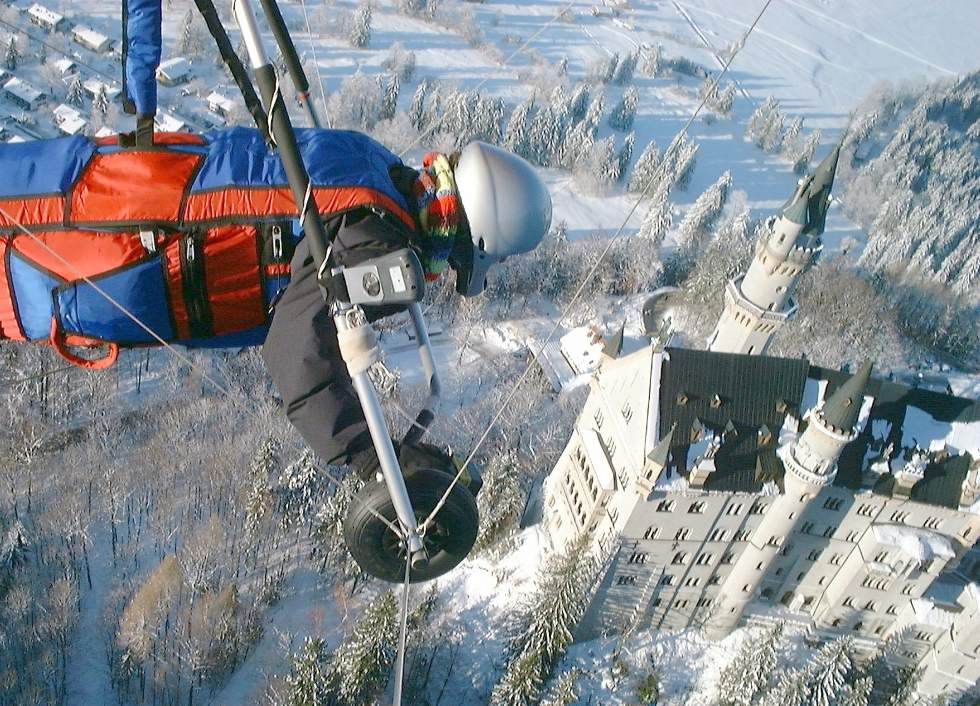
ハンググライダーに取り付けられたゴム製のセーフティーホイール。
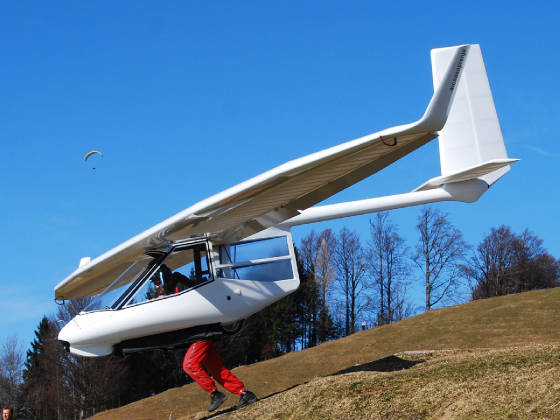
フットランチによる発航中のアーケオプテリクス
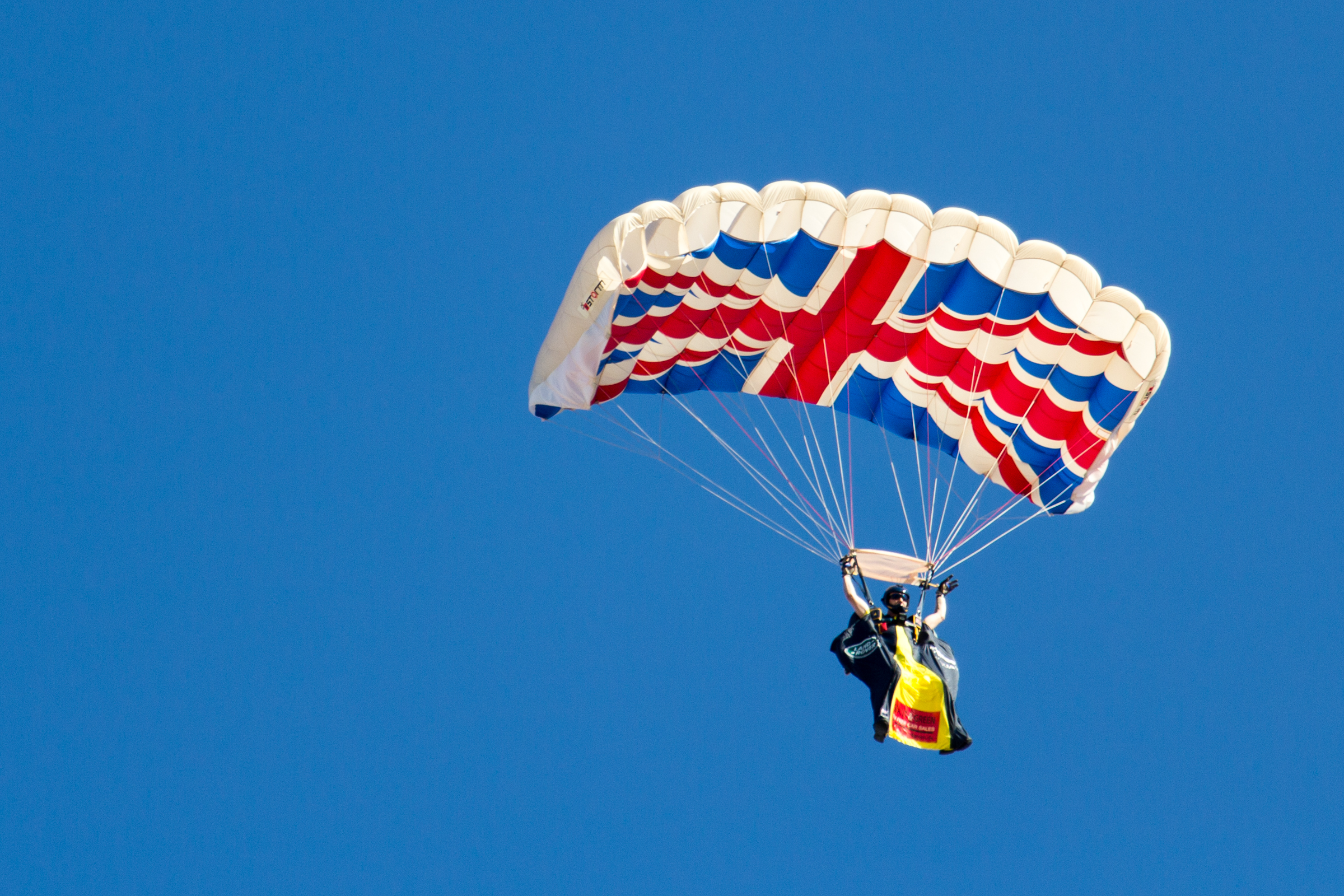
ウィングスーツによる着陸態勢。

### バスケット・ゴンドラなどの底部・底面

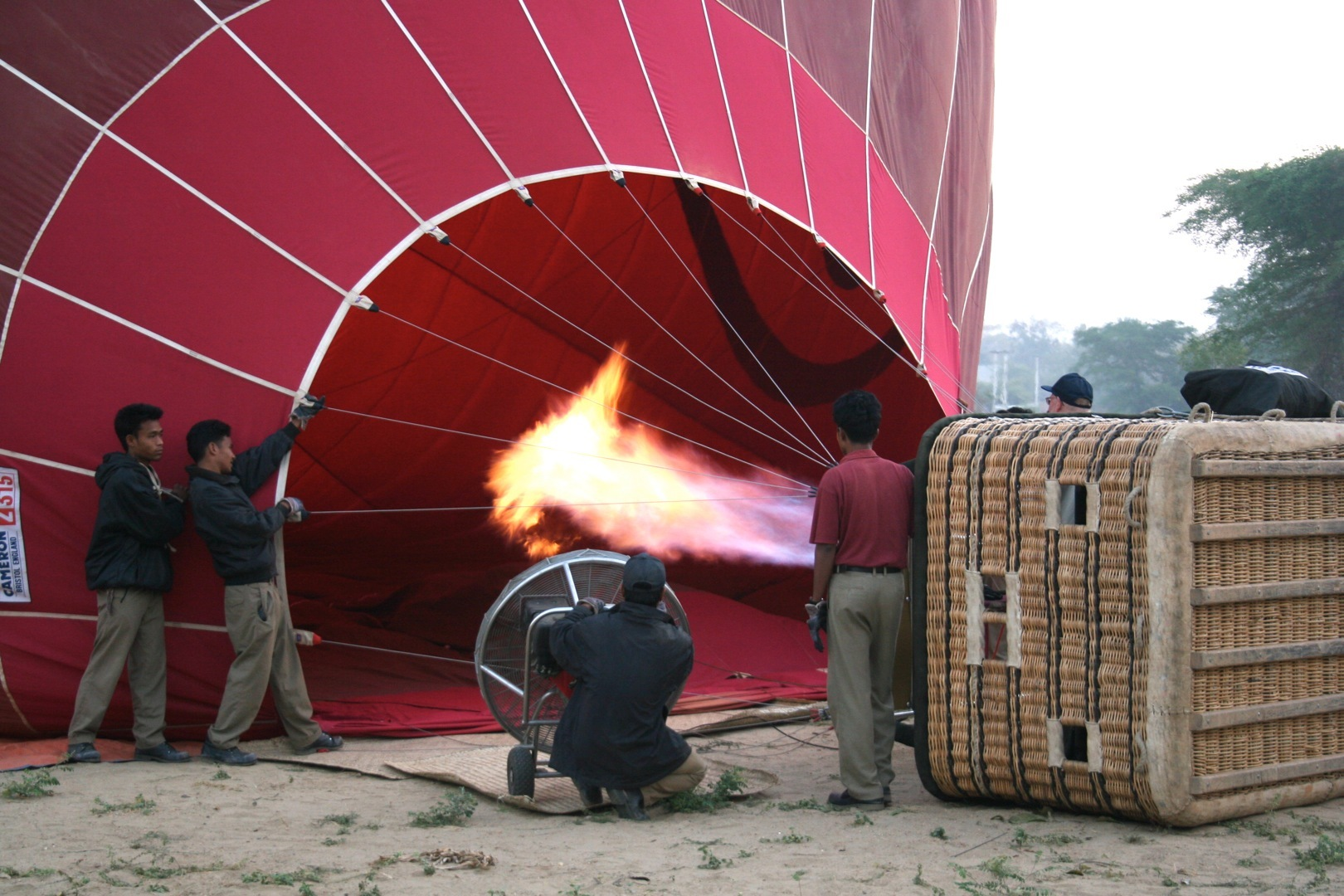
気球のバスケット底面。木材で補強されている。

有人気球・飛行船では、最低部になるバスケット・ゴンドラなどの底部・底面が降着装置を兼ねる事が多い。風に煽られたり事故でもない限り、対地・対水面速度は極めて低いので、底部を補強するなど簡素な加工で済ませるのが一般的である。